# Céramique à figures noires
Sauf précision contraire, les dates de cet article sont sous-entendues « avant l'ère commune », c'est-à-dire « avant Jésus-Christ ».

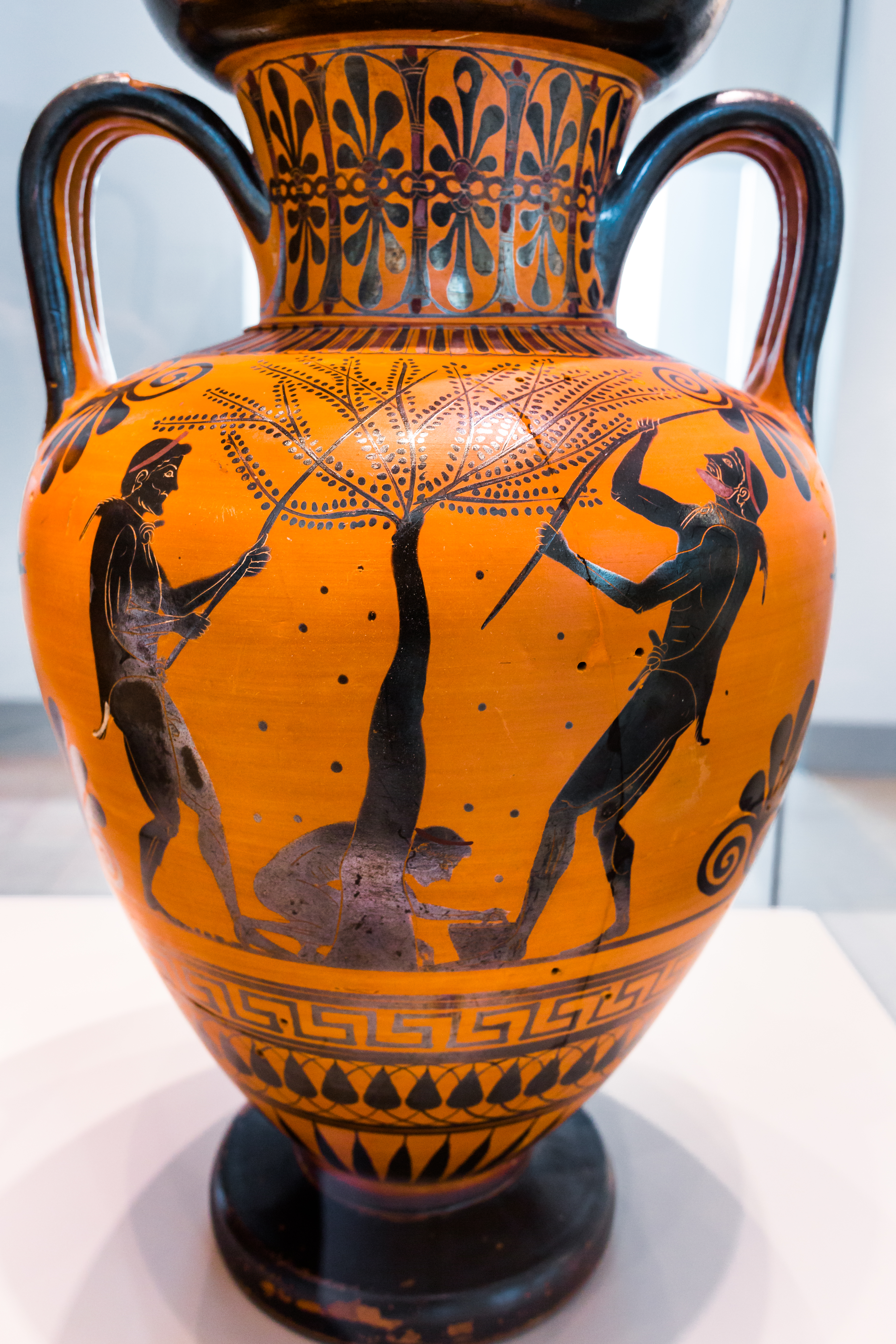
La cueillette des olives. Peintre d'Antiménès. Amphore à col, diamètre 41 cm. Archaïque final, vers 520-510. Altes Museum, Berlin

La céramique à figures noires apparait à Corinthe vers 700 AEC, à l'extrême fin de l'époque géométrique grecque, avec la céramique « protocorinthienne », puis jusque vers 620 AEC, et s'y prolonge avec la céramique simplement « corinthienne » jusque vers 550 AEC. De nombreuses régions de Grèce lui emboitent le pas et elle accompagne l'expansion grecque dans le bassin méditerranéen. Athènes va la pratiquer aussi à partir de 630 AEC jusqu'au début du Ve siècle AEC. Ces deux périodes correspondent à la fin de l'époque archaïque. L'apparition de la céramique à figures noires détermine la rupture de l'époque orientalisante (environ 720-690 AEC). Elle devient très courante aux VIIe et VIe siècles AEC. Elle s'efface ensuite rapidement dès la fin du VIe siècle AEC au profit de la céramique à figures rouges, bien qu'on trouve des spécimens tardifs de céramique à figures noires jusqu'au IIe siècle AEC. 
Le célèbre noir légèrement brillant de la céramique grecque est obtenu suivant un procédé relativement simple, depuis l'époque protogéométrique.
C'est un type de céramique grecque antique, dans lequel le motif se détache en noir sur le fond clair de la terre cuite, rouge ou beige selon qu'elle contient des oxydes de fer ou pas. Le peintre trace au pinceau un trait de contour, applique la couleur sur les surfaces, certains traits et les détails sont obtenus, ensuite, par incision. Il ajoute souvent des détails de couleur rouge, blanche, parfois violette, là où le sujet le réclame, avant la cuisson. 
Plusieurs couleurs sont souvent utilisées avec les figures noires comme avec les figures rouges archaïques. Elles sont aussi utilisées sur les vases à fond blanc quelle que soit la technique et l'époque.

## Technique
La cuisson de la céramique à figures noires est particulièrement intéressante. Elle requiert une grande technicité, on l'obtient en trois étapes. La première cuisson est effectuée dans un four ouvert qui permet un apport en oxygène constant et donc une oxydation ; cela met en valeur la couleur claire de l’argile. Puis lors de la deuxième cuisson on utilise un four fermé, pour que l'apport en oxygène soit limité. Les vases enfournés deviennent alors noirs, par l'action du carbone. Et enfin la troisième et dernière étape est la cuisson de la céramique dans un four ouvert, c'est-à-dire une cuisson oxydante, pour qu'elle redevienne rouge. Ainsi les motifs déjà existants de couleur noire le restent et se distinguent du fond plus clair. Ensuite, des incisions viennent compléter le dessin et apporter des détails. D'ailleurs les peintres corinthiens sont bien plus attentifs au détail et à la finesse du trait que les peintres athéniens.
C'est avec cette technique qu'apparait le trait de contour pour les femmes, dont la peau est passée en blanc, comme sur le Cratère d'Eurytios, où le fond est clair. Cette pratique, du blanc et trait de contour, est apparue sur les hydries de Paros, à la fin de l'époque orientalisante, vers  625-600. Par ailleurs, le procédé décoratif qui consiste à réaliser des frises d'animaux ou de motifs géométriques suit une vieille tradition qui remonte à l'époque géométrique et qui s'est beaucoup développée avec le style des chèvres sauvages, au cours de l'époque orientalisante. Ces frises seront fortement réduites et disparaissent souvent à l'époque classique.

## Débuts auVIIesiècle: à l'époque orientalisante
La céramique à figures noires apparait donc à Corinthe, à l'époque orientalisante, et avec le style protocorinthien.

## VIesiècle: Corinthe, Laconie, Béotie, Cyclades, Grèce de l'Est et de l'Ouest
Une convention établie par John Boardman établit un découpage des styles en raison de leurs caractéristiques et, éventuellement, de son évolution: CA, Corinthien ancien ; CM, Corinthien moyen ; CR I, Corinthien récent ; ces trois phases étalées chacune sur un quart de siècle de 625 à 550. La céramique à figures noires se rencontre aussi sur les vases laconiens, béotiens, des Cyclades (Andros, Thasos…), à Élée (Éolide) et sur ceux de la Grèce de l'Est et de l'Ouest. Les potiers/peintres grecs installés en Étrurie (à Caere, actuelle Cerveteri) continuent depuis l'époque géométrique de travailler pour le marché local. 
Enfin, et surtout, l'immense production attique déploie, à partir de 630 un vaste éventail de styles caractéristiques et de solutions plastiques singulières.

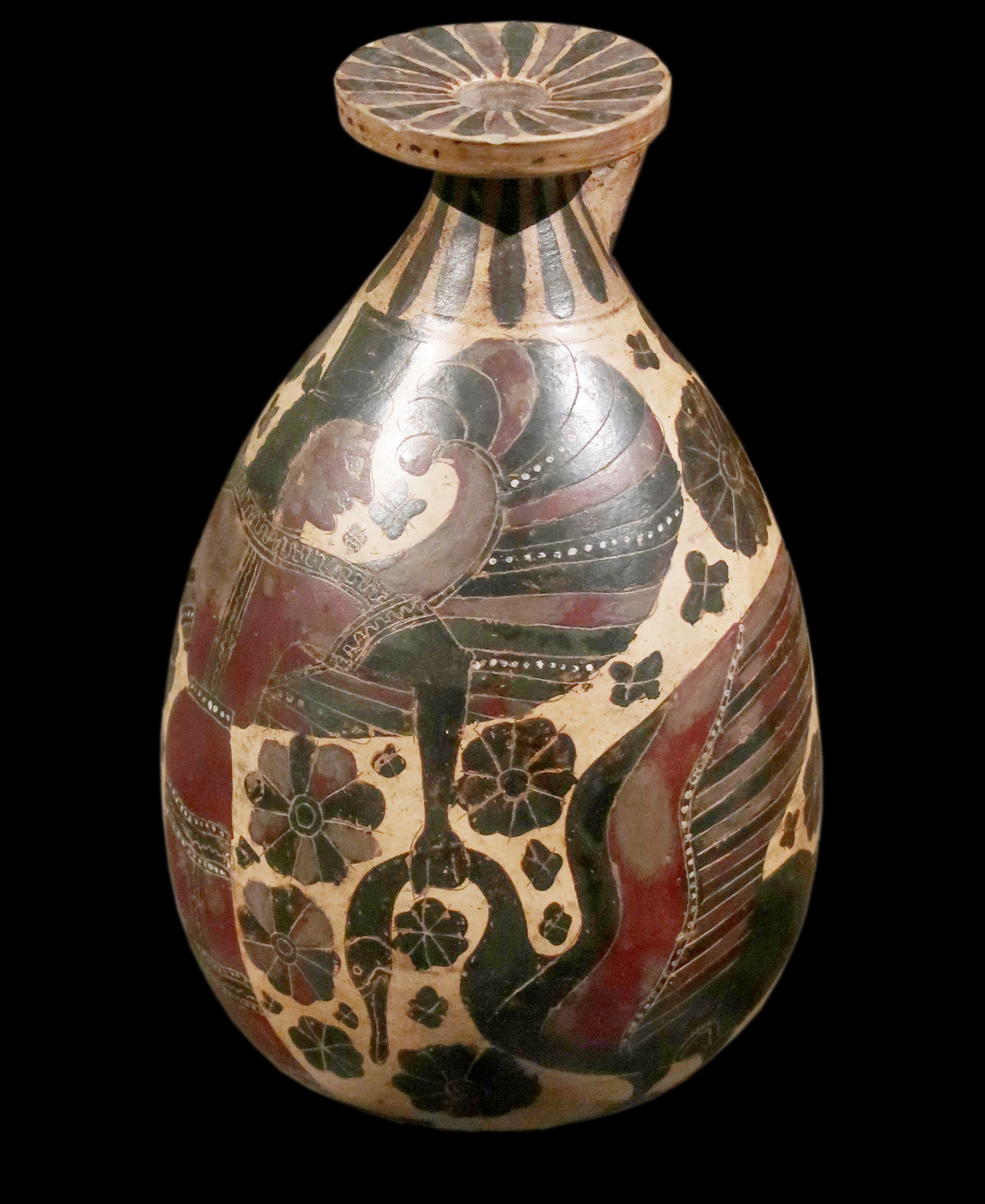
Maîtresse des oiseaux. Alabastre. Caere. CA orientalisant, 625-600. Groupe du style des points blancs. H. 19,2 cm. Louvre
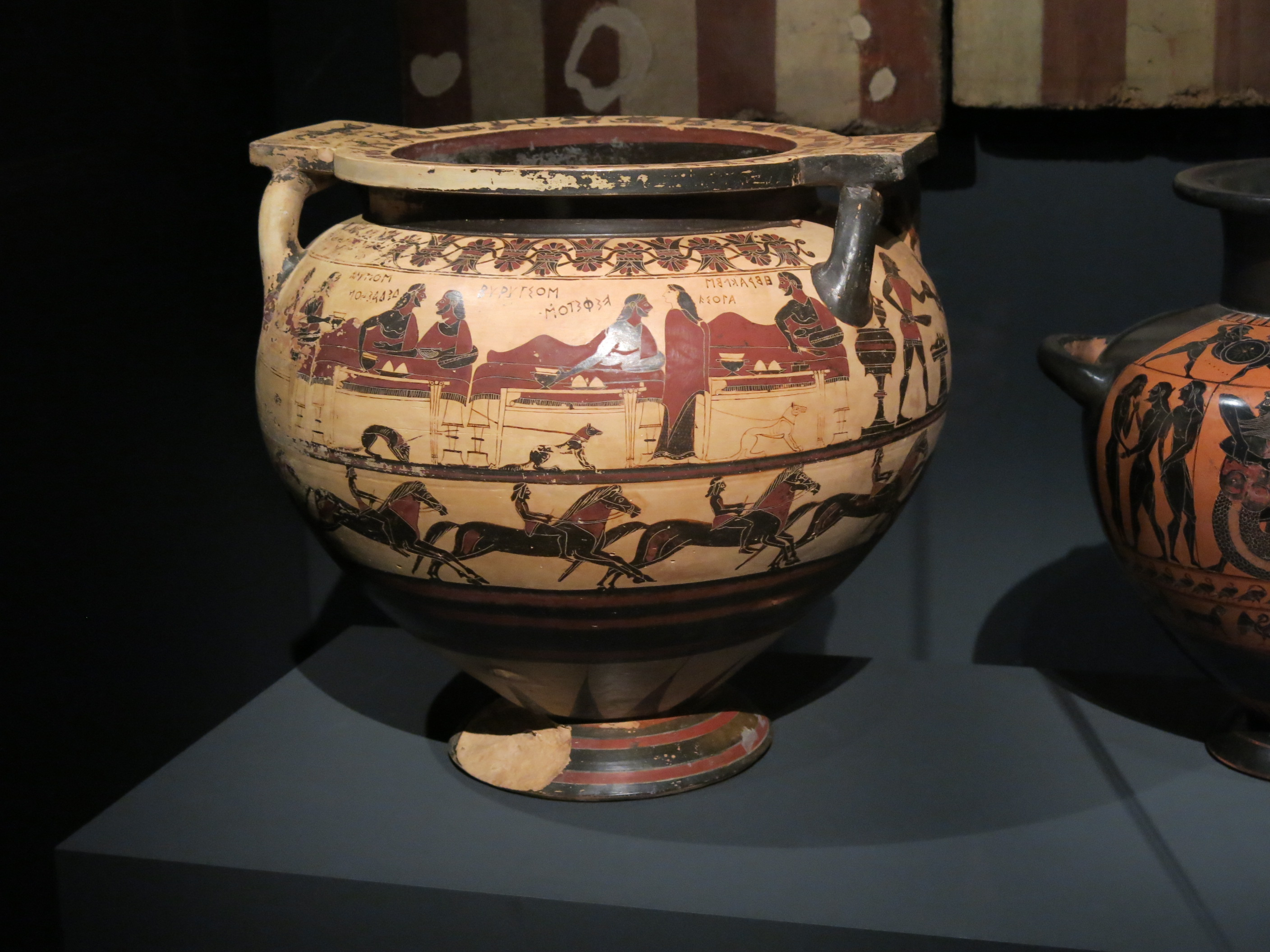
Cratère d'Eurytios. Héraklès au banquet d'Eurytios en compagnie de sa fille Iole. Figures noires et couleurs. Caere. CA 600-590. Musée du Louvre
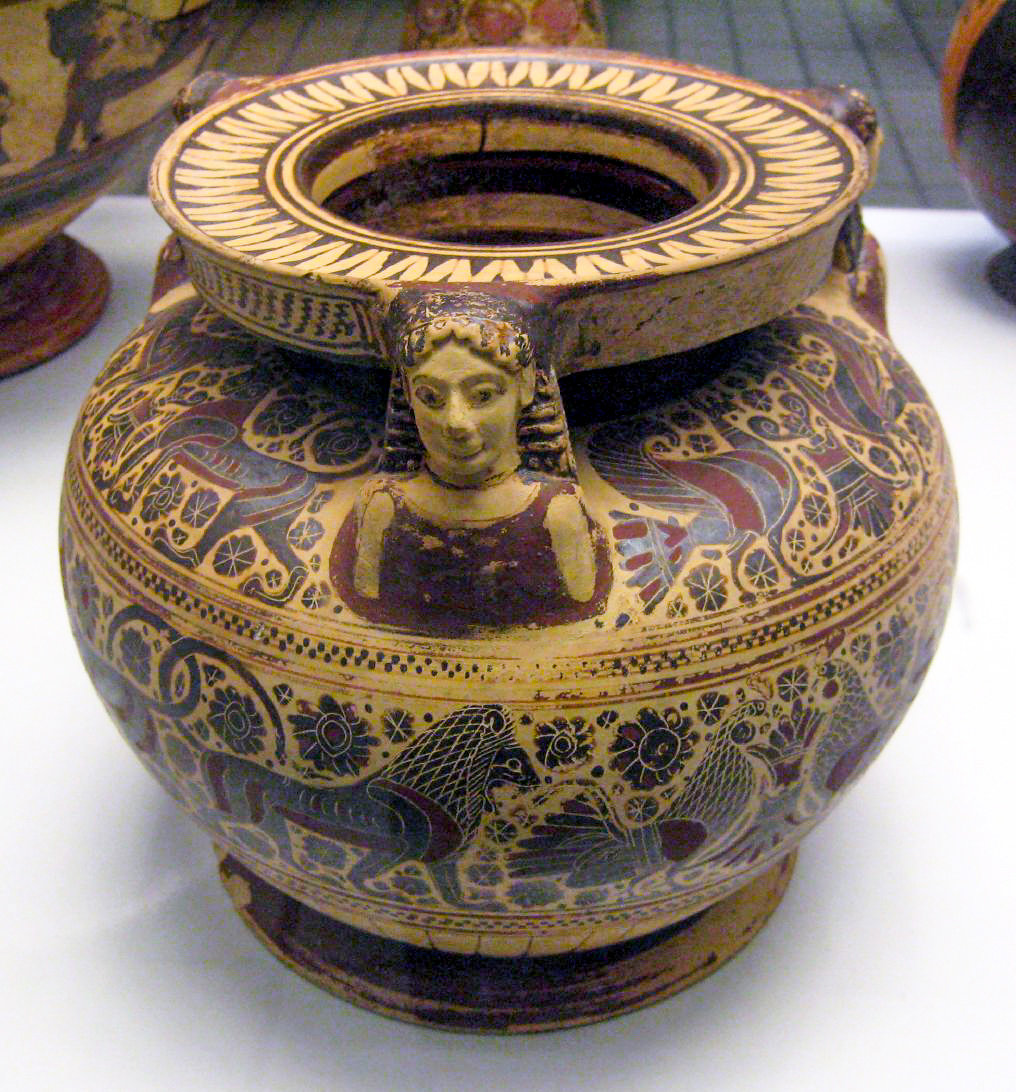
Vase à cosmétiques (fard ou poudre) décorée de figures féminines environnées de sphinx et d'animaux. Pyxide. CM, v. 600-575. British
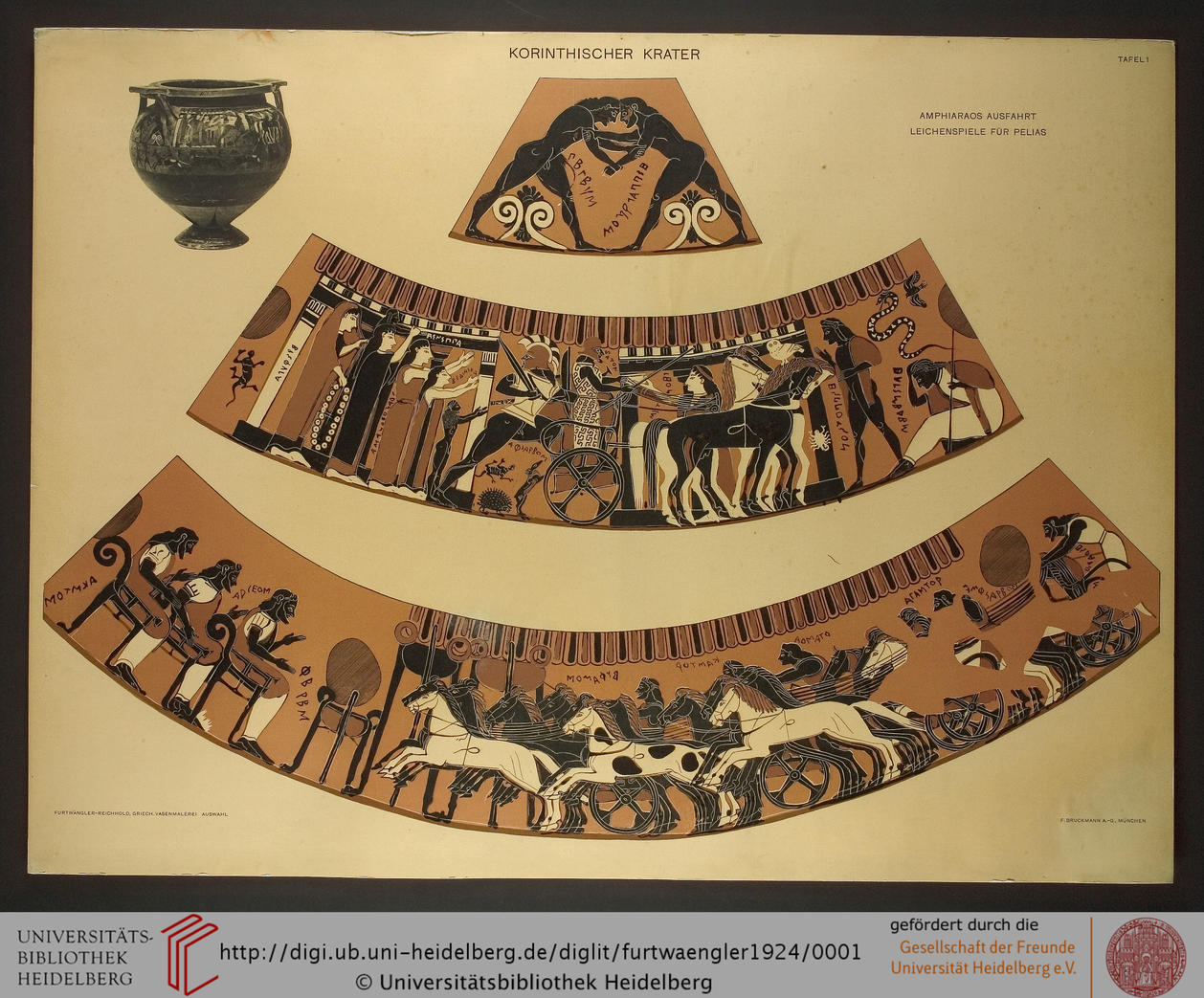
Le départ d'Amphiaraos et autres scènes. Développé du cratère à colonnettes, à fond rouge, par le peintre d'Amphiaraos (vase éponyme), CR I, 570-560. Berlin
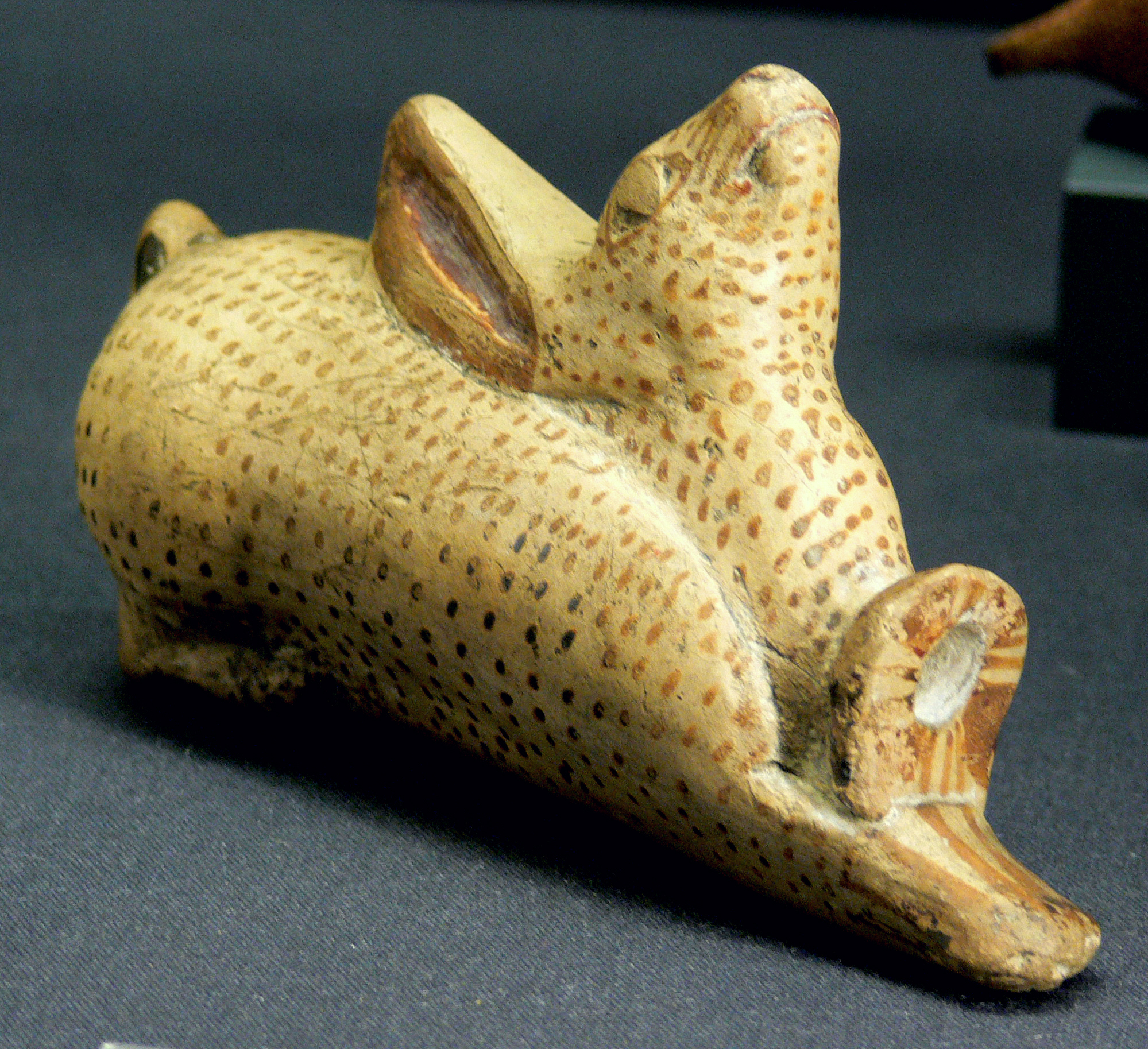
Vase plastique en forme de lapin suspendu. CM. 590-570. Musée d'Histoire de l'art de Vienne

Corinthe est surtout exportatrice de petits vases à huile parfumée, qui se vendent dans tout le bassin méditerranéen. L'huile parfumée était d'usage pour les hommes qui pouvaient se la payer, les femmes en faisaient usage elles aussi. C'était certainement un signe de distinction. Les formes peuvent varier, mais l'aryballe globulaire et l'alabastre sont les mieux représentés, à côté de l'aryballe annulaire et de l'amphorisque. Le musée archéologique de Corinthe conserve un étonnant aryballe du CM (H. 5,3 cm) sur lequel le peintre a représenté un musicien, qui joue de l'aulos et fait danser un groupe de jeunes garçons. Le premier d'entre eux effectue un saut bras, tendus à la verticale et jambes repliées. Toute la scène, dessinée en figures noires à traits incisés sur fond blanc, est parcourue par un texte ondulant qui la décrit. 
Un décor par une image de la mythologie pouvait donner lieu à un dessin détaillé sur ces petits récipients. C'est le cas d'un aryballe du musée de Bâle, avec Athéna, Héraklès, Iolaos et l'Hydre. 
Lorsque la surface du vase est divisée par les anses, le peintre pouvait juxtaposer deux scènes, souvent très différentes. C'est le cas sur une cotyle corinthienne (un gobelet à anses) du peintre de Samos, au Louvre, qui présente une scène de comos et sur l'autre face Héraklès qui affronte l'Hydre de Lerne. 
L'excellent état de conservation de certaines céramiques tient au fait qu'elles ont été déposées à l'origine dans des sépultures, en particulier en Étrurie. Il s'agissait, pour certaines, d'objet de parade qui n'ont pu être utilisés, comme des coupes de grande taille au décor soigné. La partie creuse d'une coupe, très évasée, offrait l'occasion d'une scène narrative complexe ou d'une composition décorative rayonnante ou disposée en cercles concentriques.

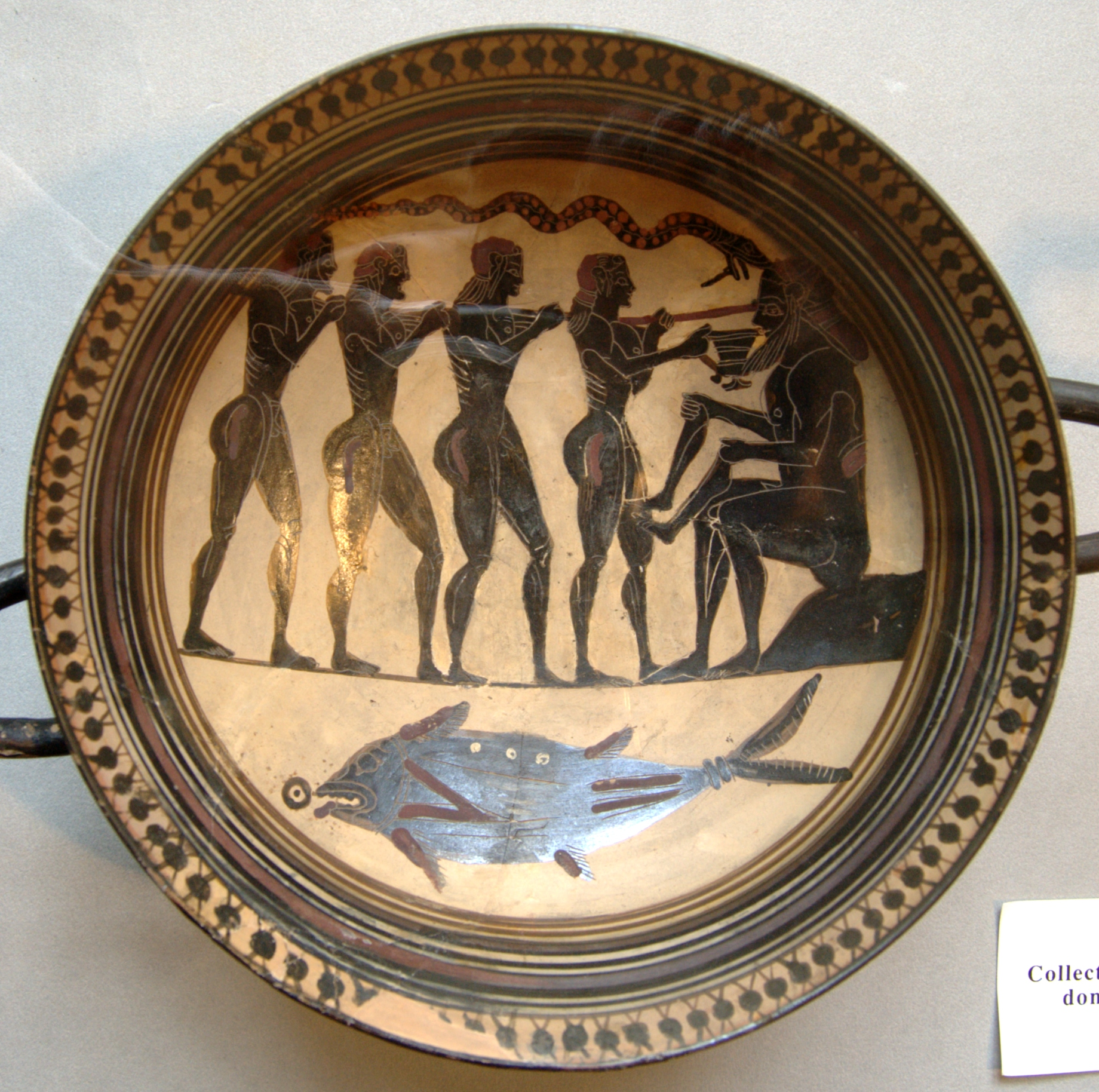
Ulysse et ses compagnons aveuglant Polyphème, coupe laconienne à figures noires, peintre des Cavaliers, 565-560. Cabinet des Médailles
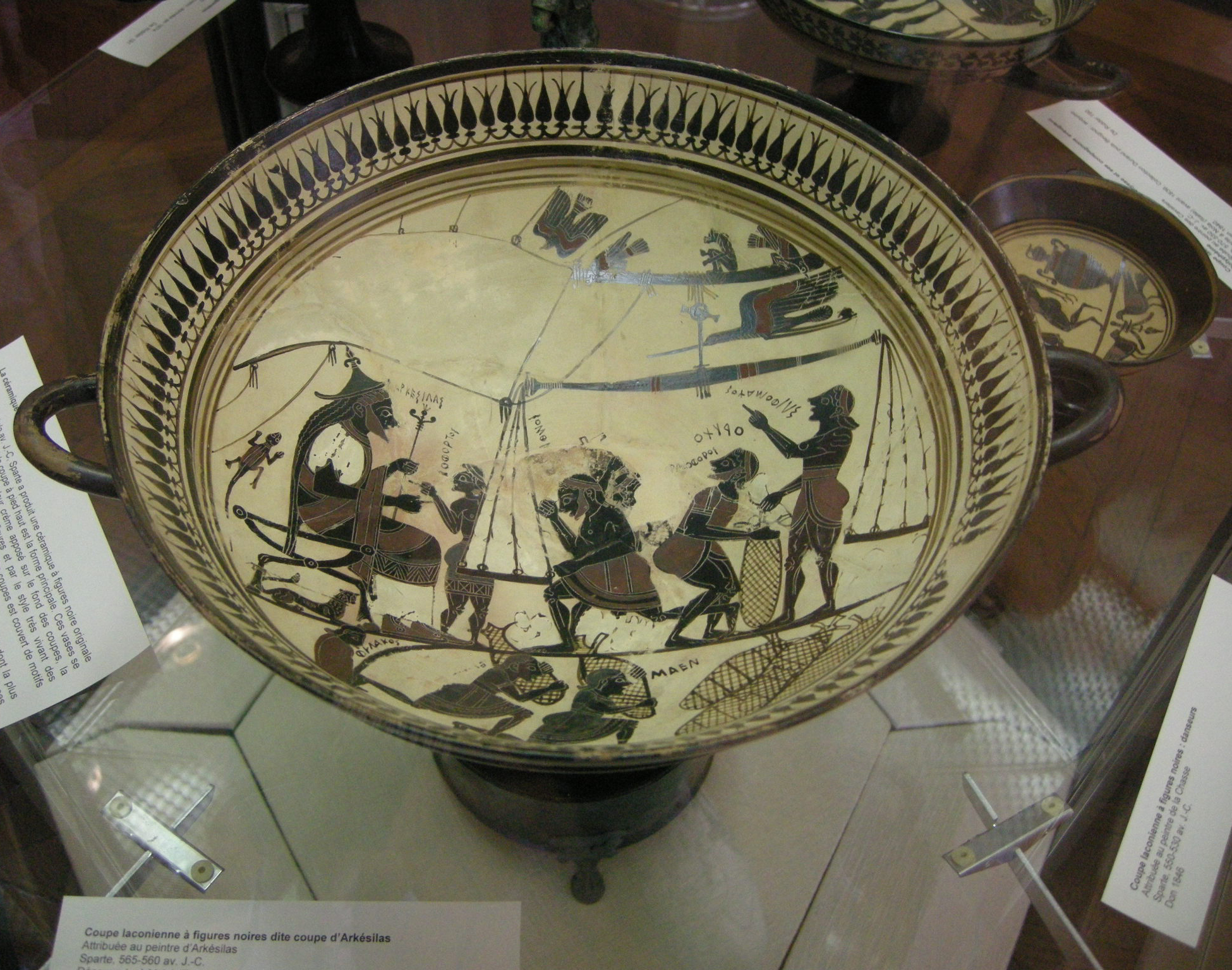
Coupe laconienne (prov. de Vulci) à figures noires sur engobe blanc crème, peintre d'Arcesilas (vase éponyme), v. 560. Cabinet des Médailles
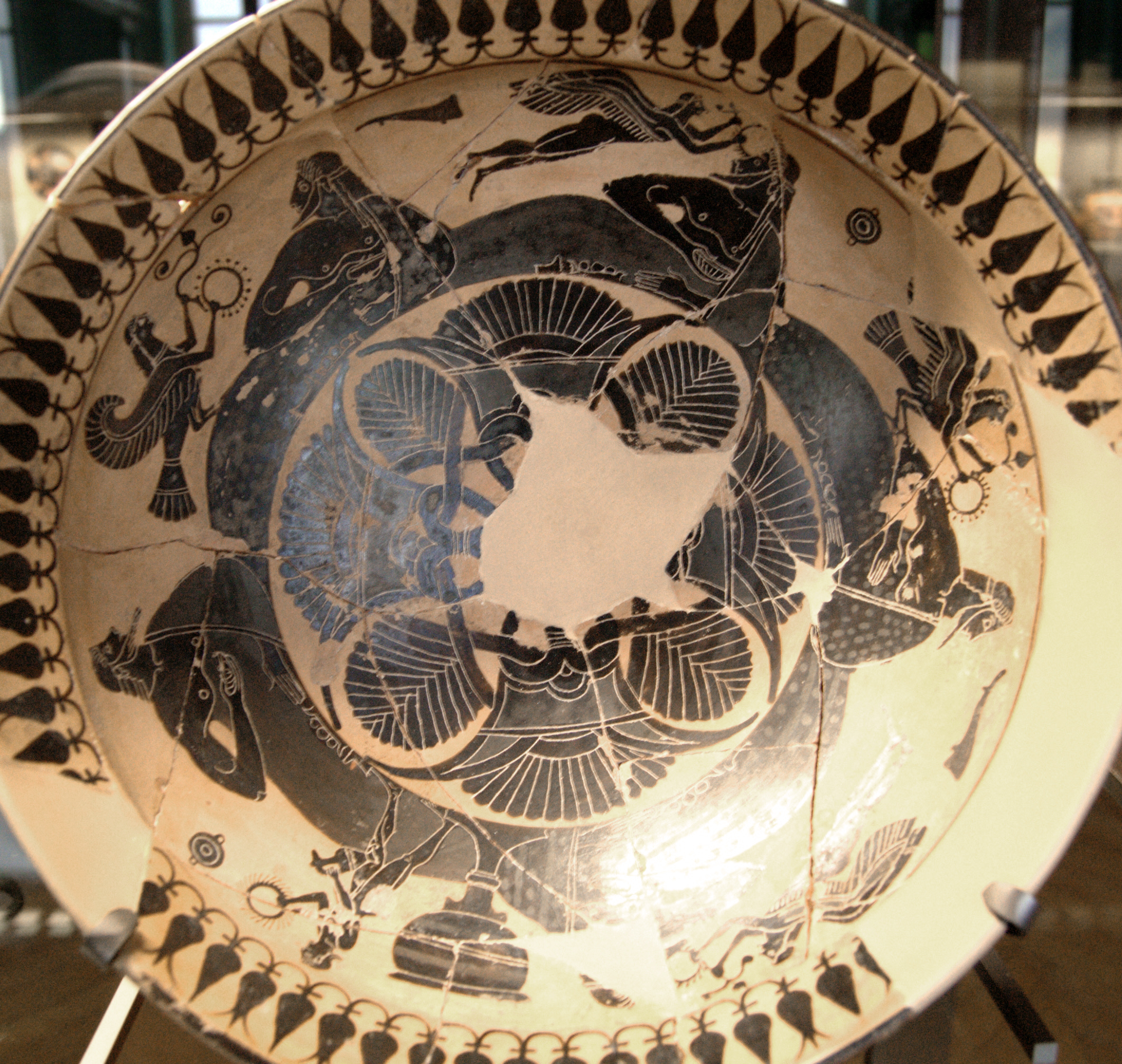
Scène de banquet. Coupe laconienne à figures noires par le peintre de Naucratis, vers 565. D. 23 cm. Louvre
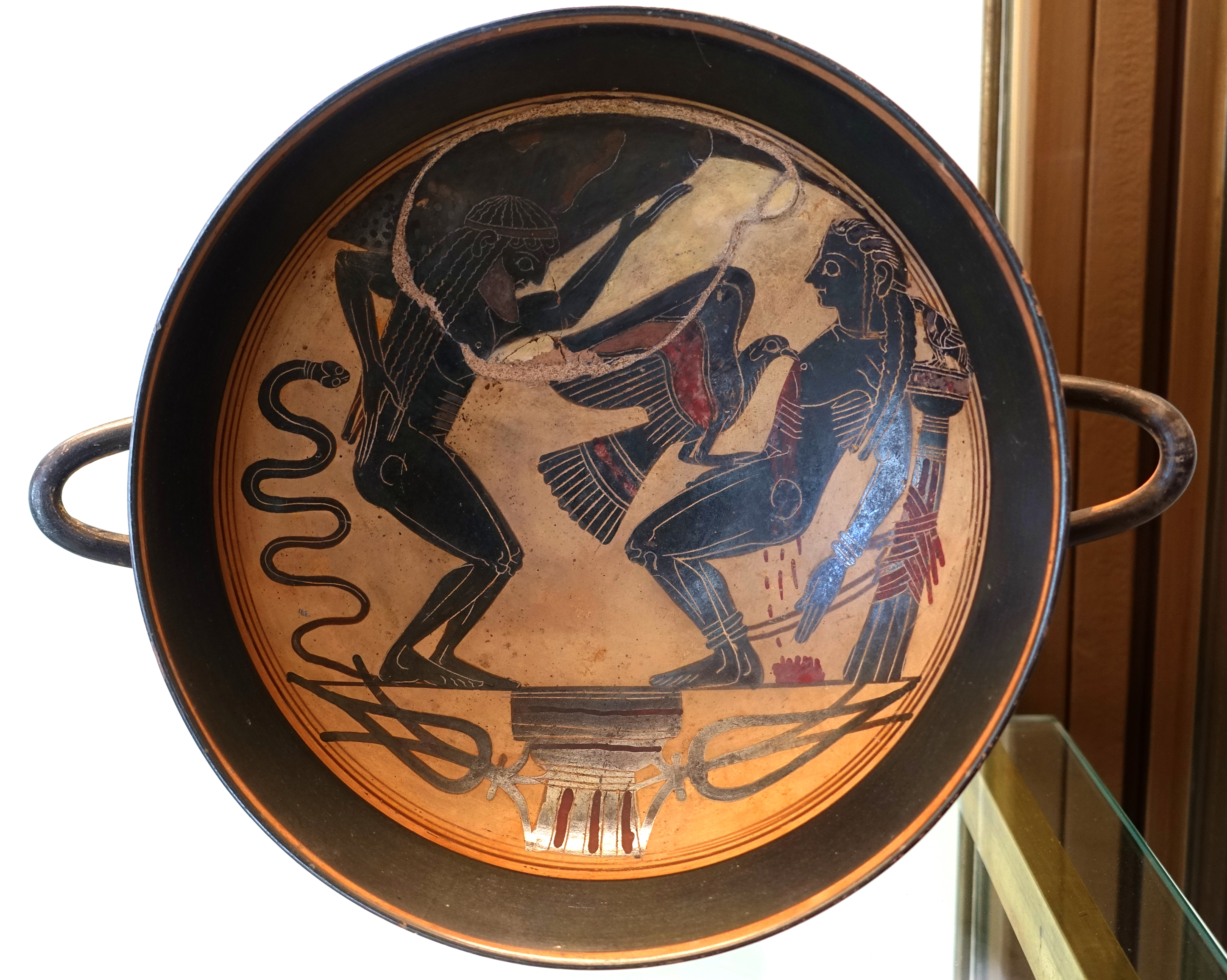
Prométhée et Atlas. Kylix laconien à figures noires, par le Peintre d'Arcesilas, 560-550. Musée grégorien étrusque - Musées du Vatican

Les grands vases offraient leur panse à une composition ambitieuse qui pouvait en faire le tour, plutôt qu'une scène sur chaque face. La position des anses nécessitait alors une solution originale de la part du peintre. 
La grande quantité de poteries qui présentent des inscriptions en écriture chalcidienne et leur concentration relative en Italie du Sud a permis de supposer qu'elles sont originaires d'ateliers de la colonie fondée par Chalcis (Eubée) à Reggio di Calabria (Rhêgion). Ces ateliers auraient vendu leurs céramiques luxueuses jusqu'en Étrurie.

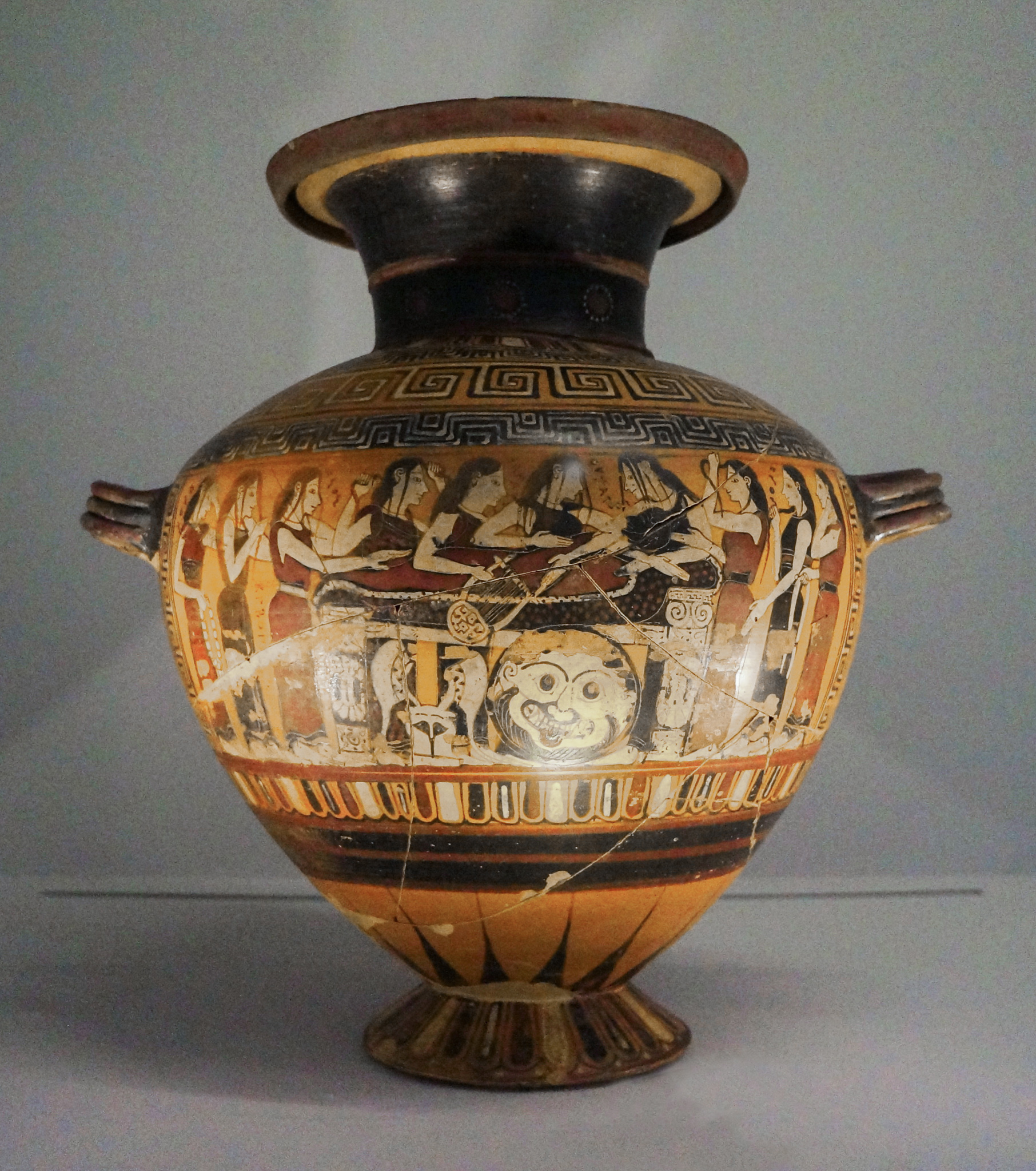
Déploration d'Achille par Thétis et les Néréides. Hydrie. CR I à figures noires, 560-550. Peintre de Damon. Louvre
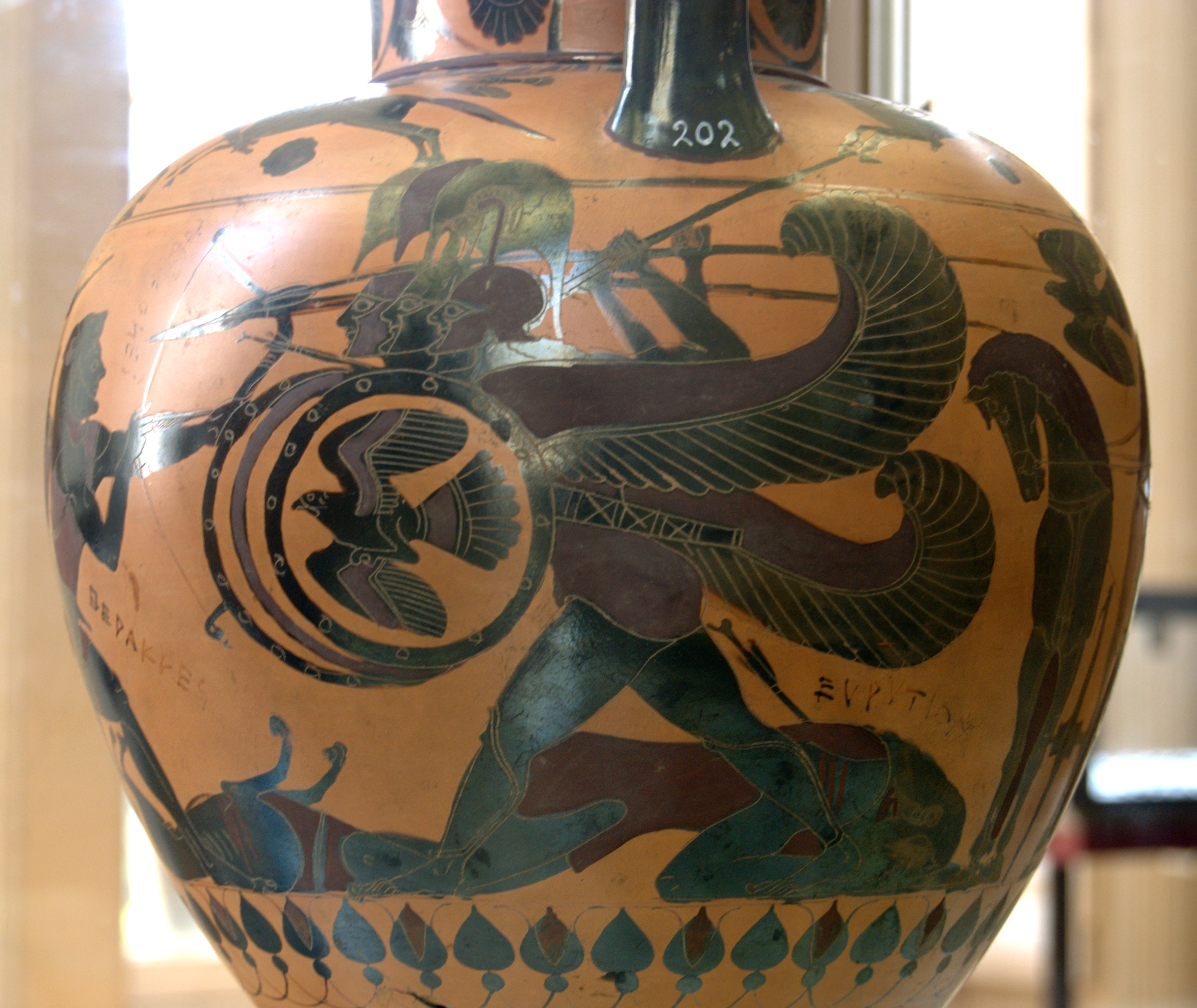
Combat d'Héraclès contre Géryon (Orthos et Eurytion gisent au sol). Amphore chalcidienne à figures noires. Italie du Sud, v. 540. Cabinet des Médailles
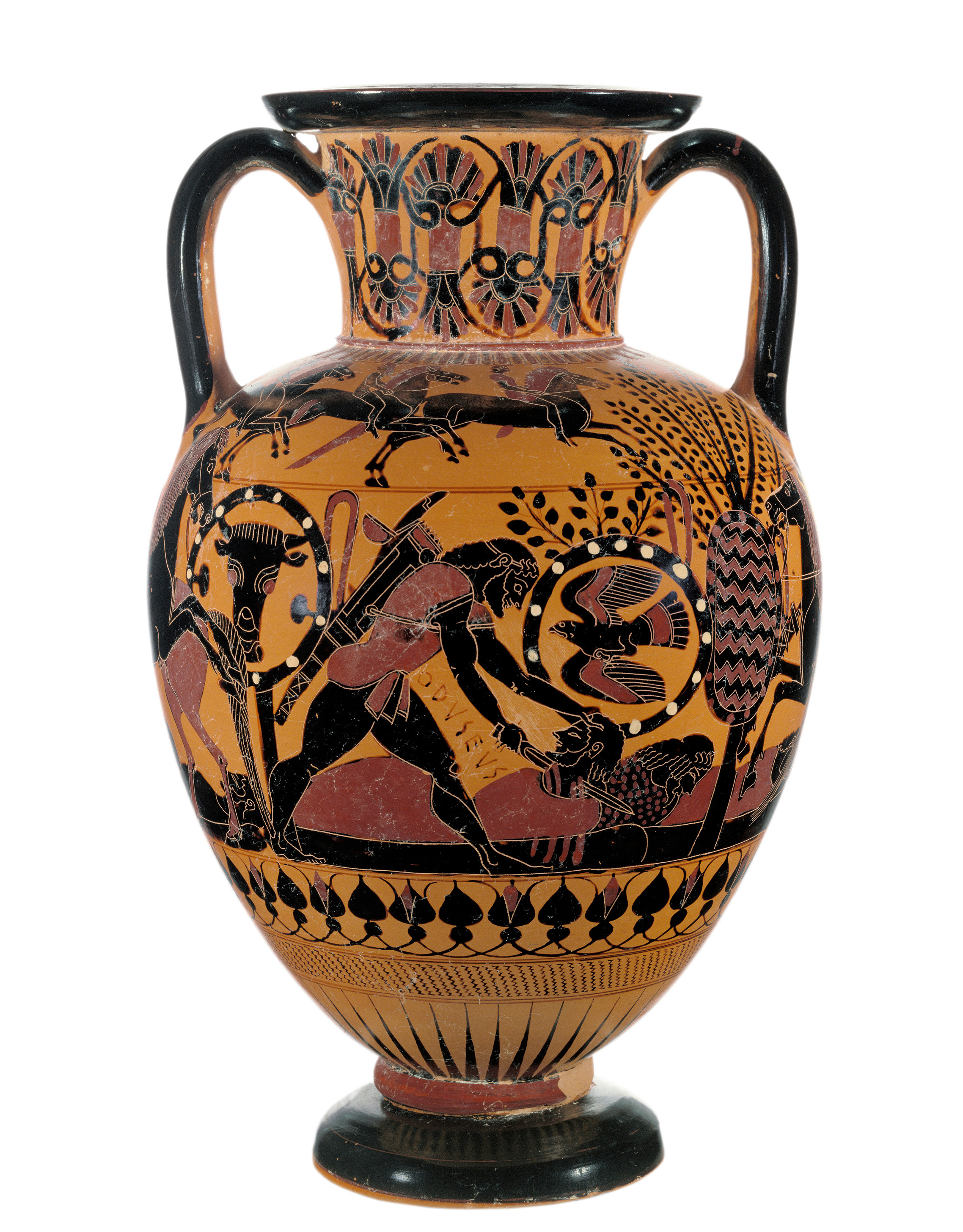
Ulysse et Diomède attaquant Rhésos endormi. Amphore chalcidienne, v 540. Peintre des Inscriptions. Villa Getty
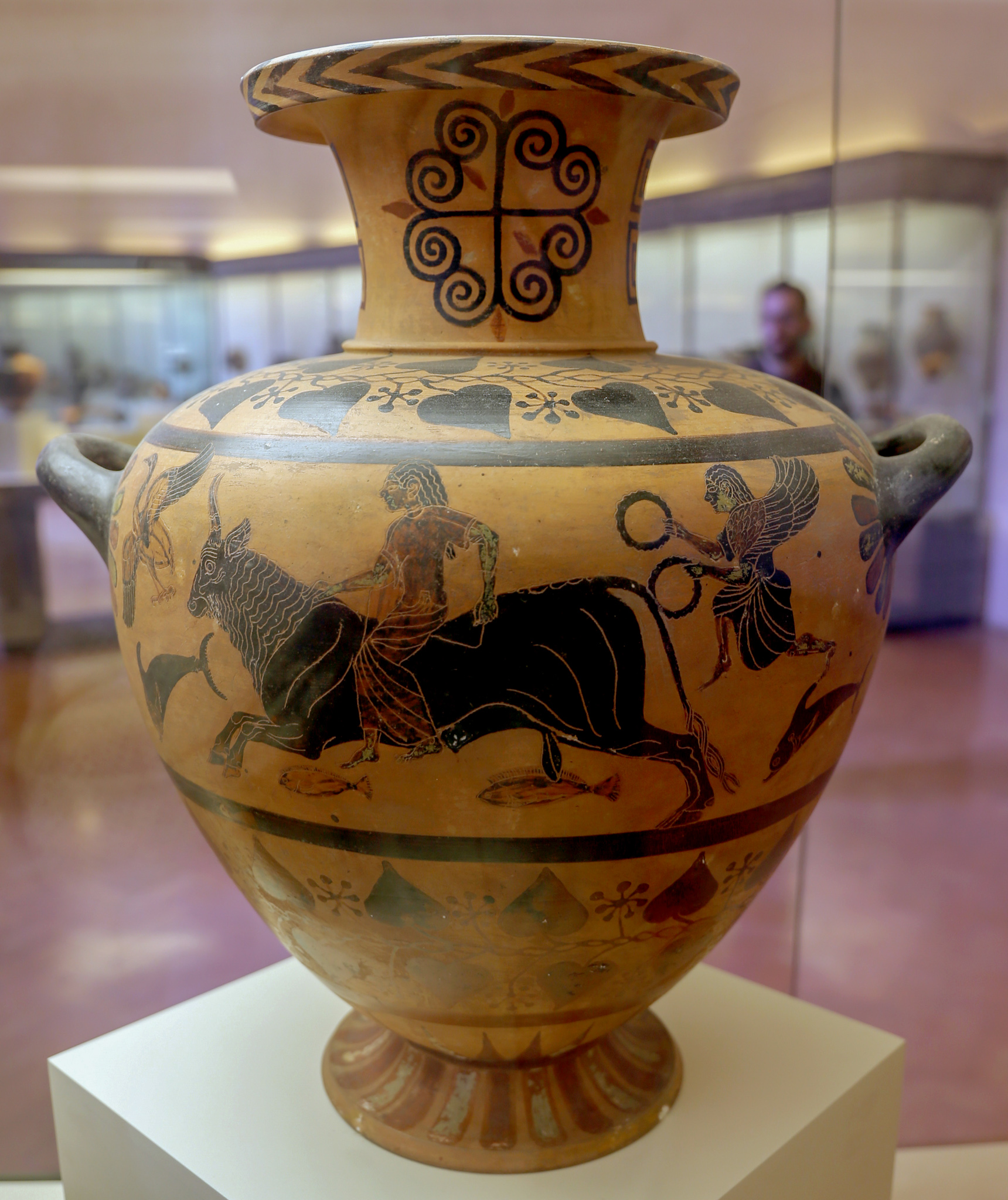
Le rapt d'Europe. Peintre de l'Aigle. Hydrie de Caere, v. 525. Musée national étrusque de la villa Giulia
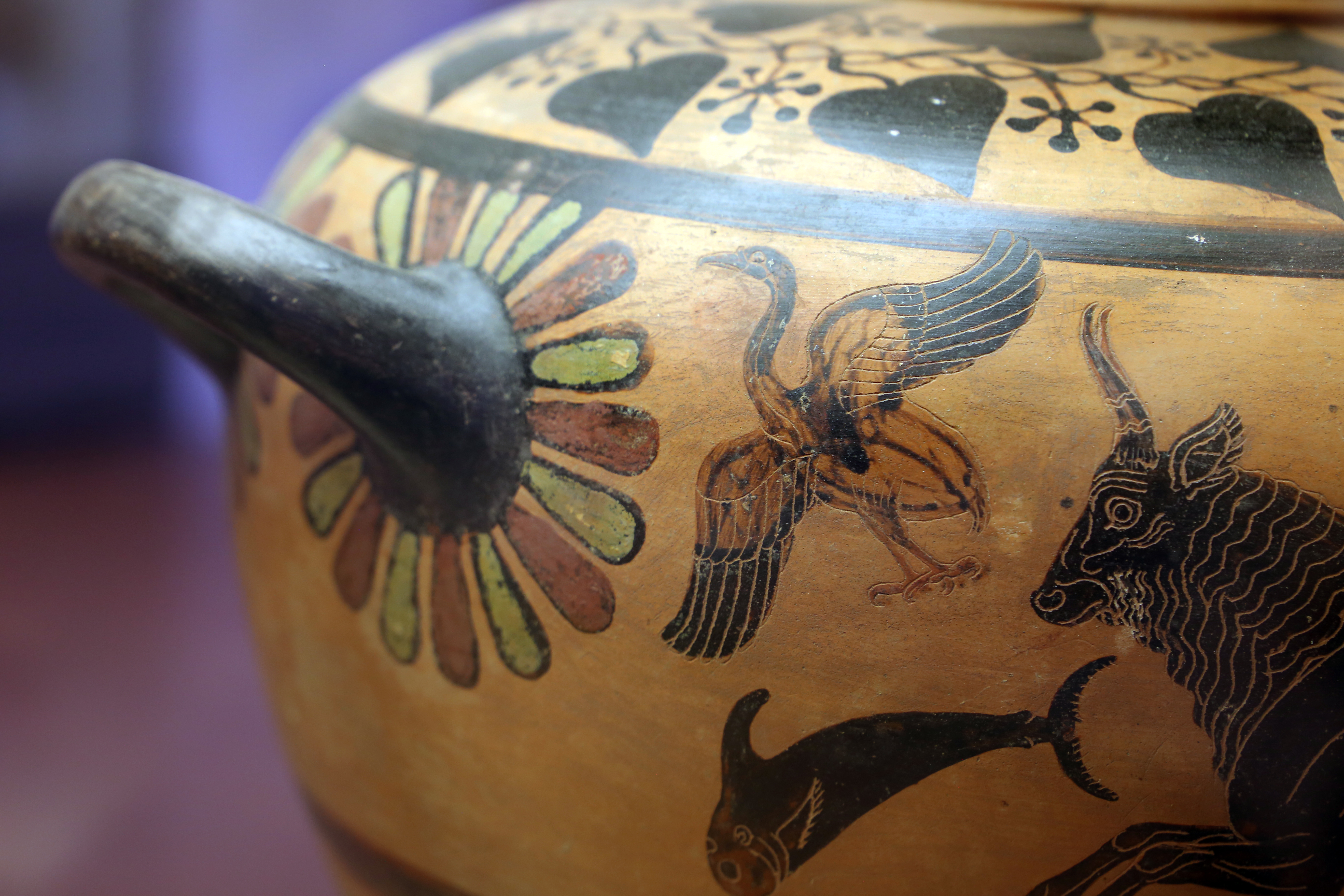
Le rapt d'Europe. Peintre de l'Aigle. Solution de l'anse avec l'oiseau et le dauphin / trajet imaginaire du rapt.

## VIesiècle, Attique
Athènes, avec son quartier des potiers, le Céramique, n'a pas été le seul lieu de création en Attique, mais comme nous n'avons pas les moyens de savoir d'où proviennent ces poteries, d'Athènes ou d'ailleurs en Attique, l'usage fait que l'on parle souvent d'Athènes pour désigner la région tout autour.

### Première période, autour de 620-560

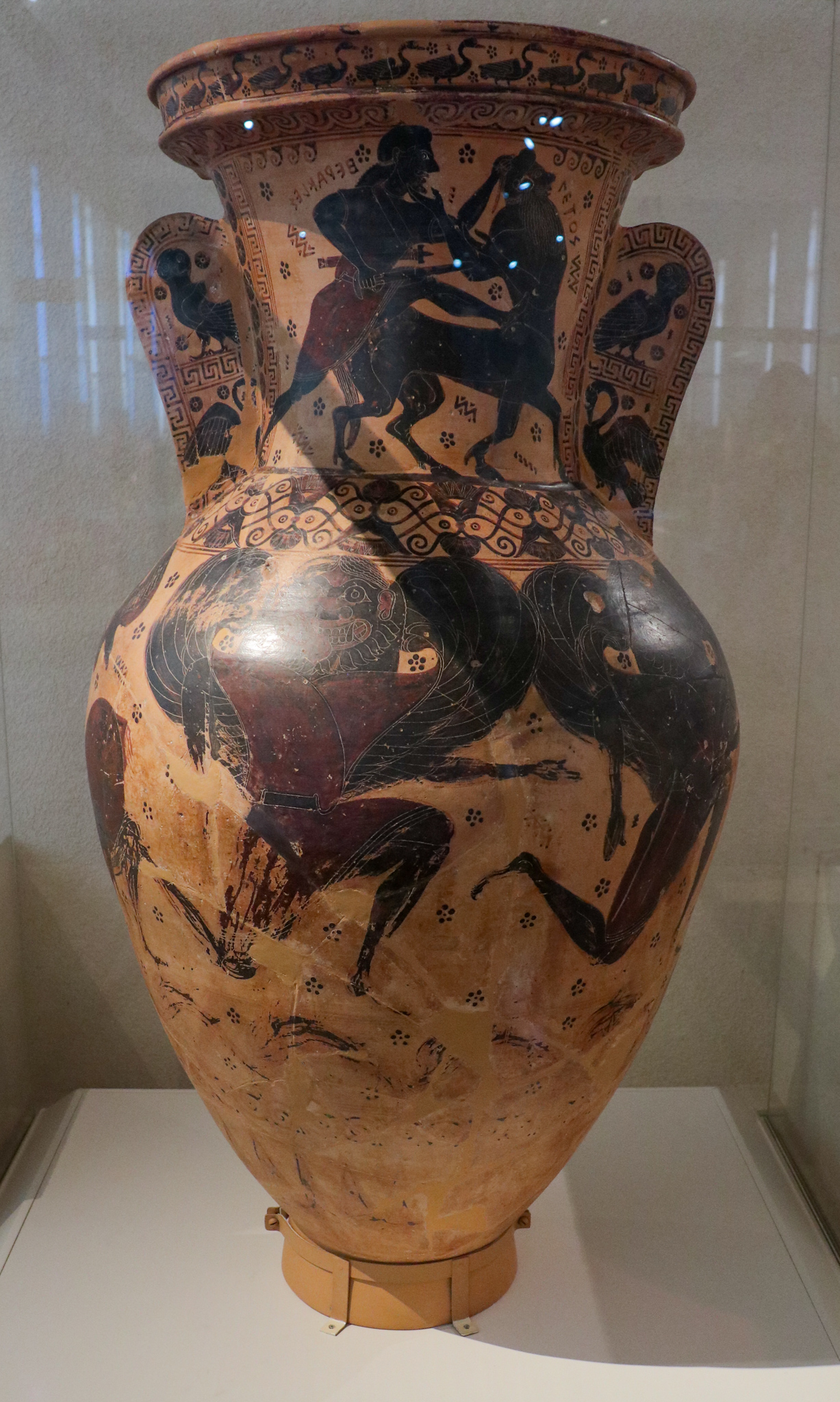
Amphore du peintre de Nessos. H. 122 cm. Col : Héraklès et le centaure, panse: les sœurs de la Gorgone poursuivent Persée. 620/610. MNArch Athènes
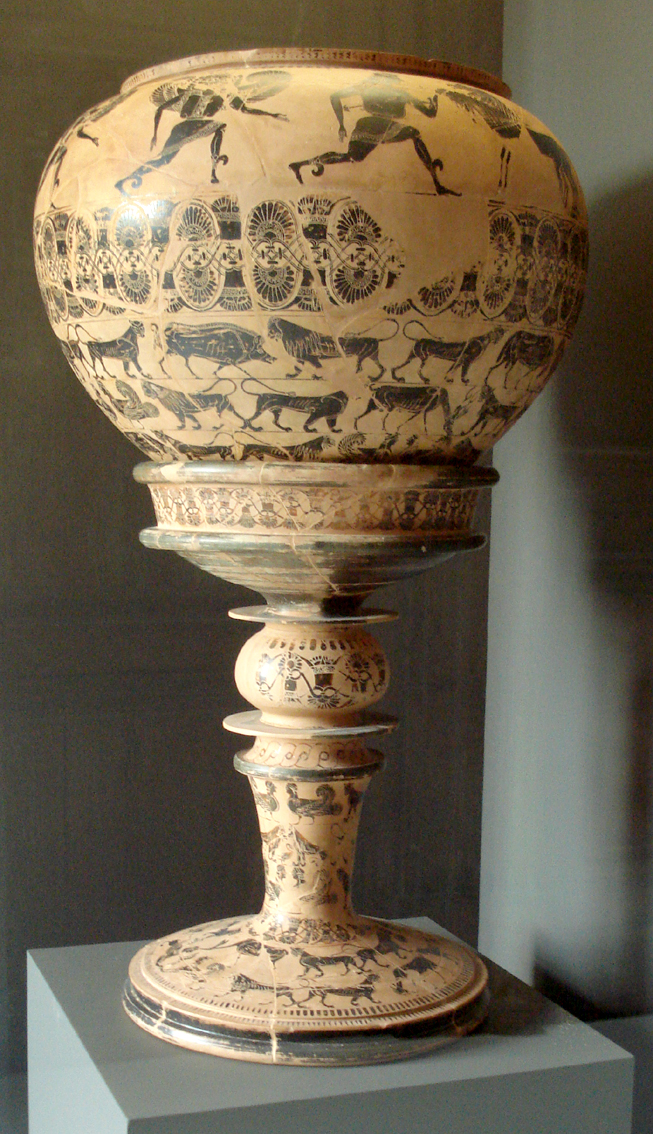
Dinos du Peintre de la Gorgone, 600-580. H. 93 cm. Louvre
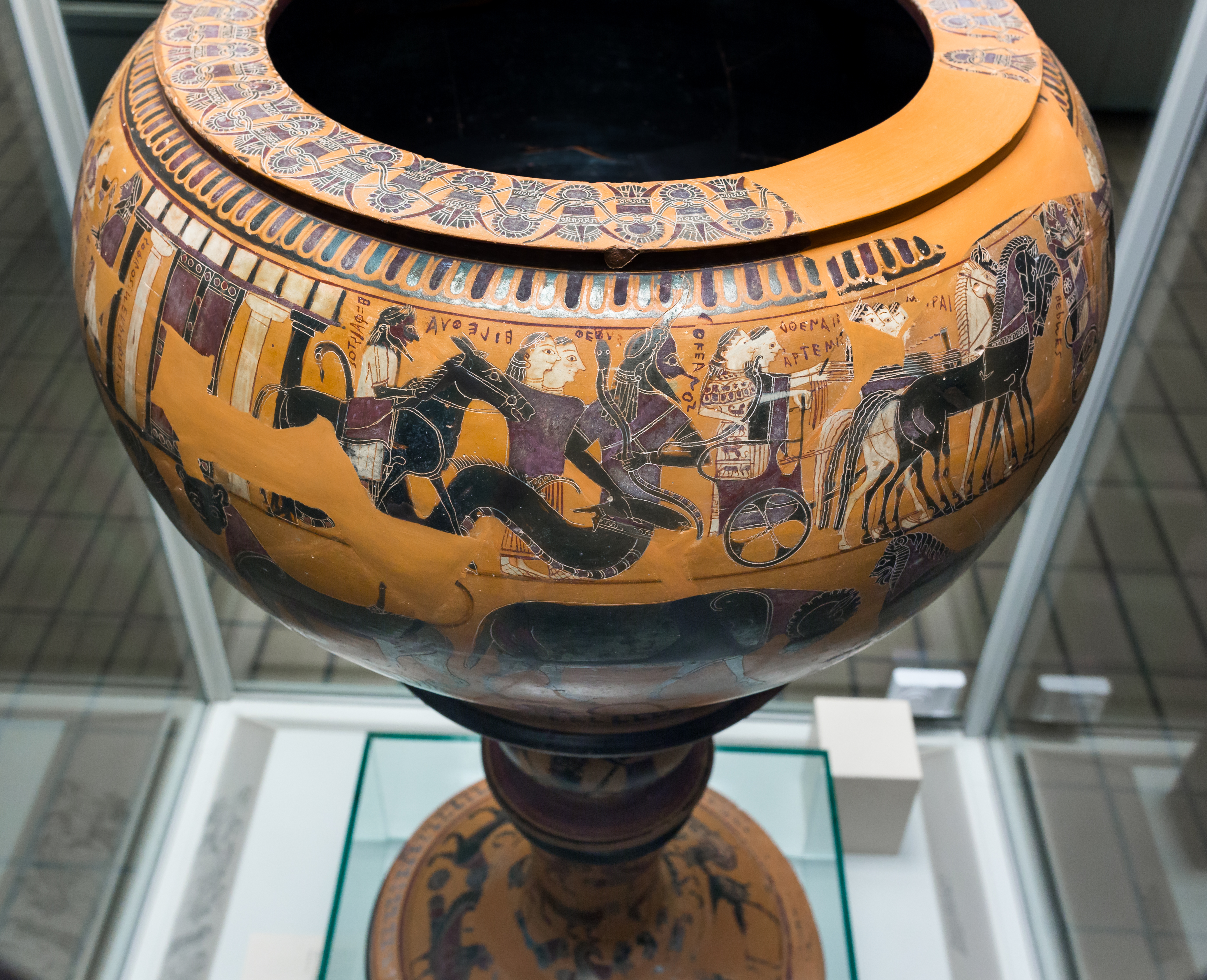
Mariage de Pélée et Thétis - frises d'animaux. Dinos attique à figures noires du peintre de Sophilos, 580-570. British Museum
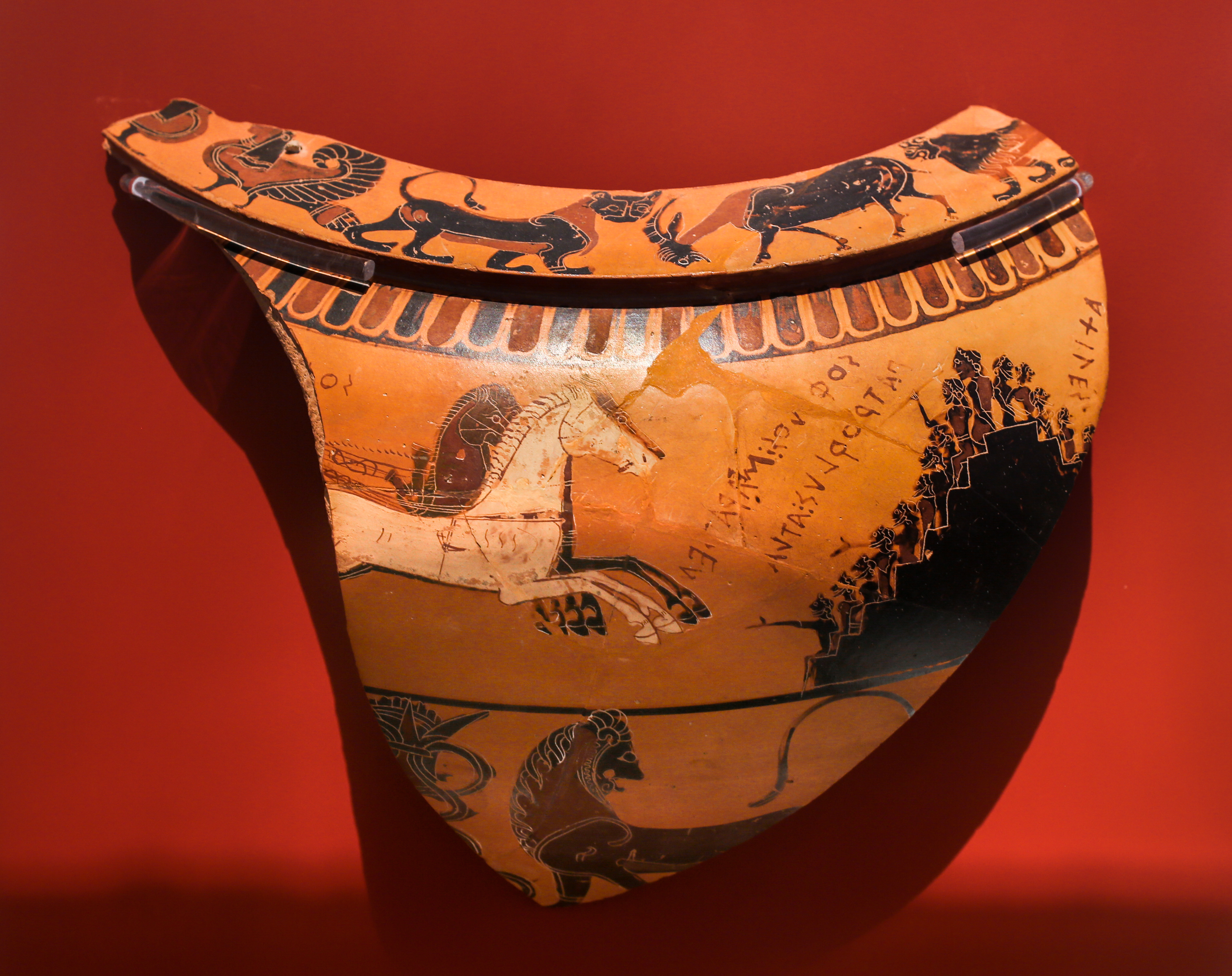
Les jeux funéraires en l'honneur de Patrocle (inscription). Fragment de dinos attique du peintre de Sophilos, 580-570. MNArch Athènes
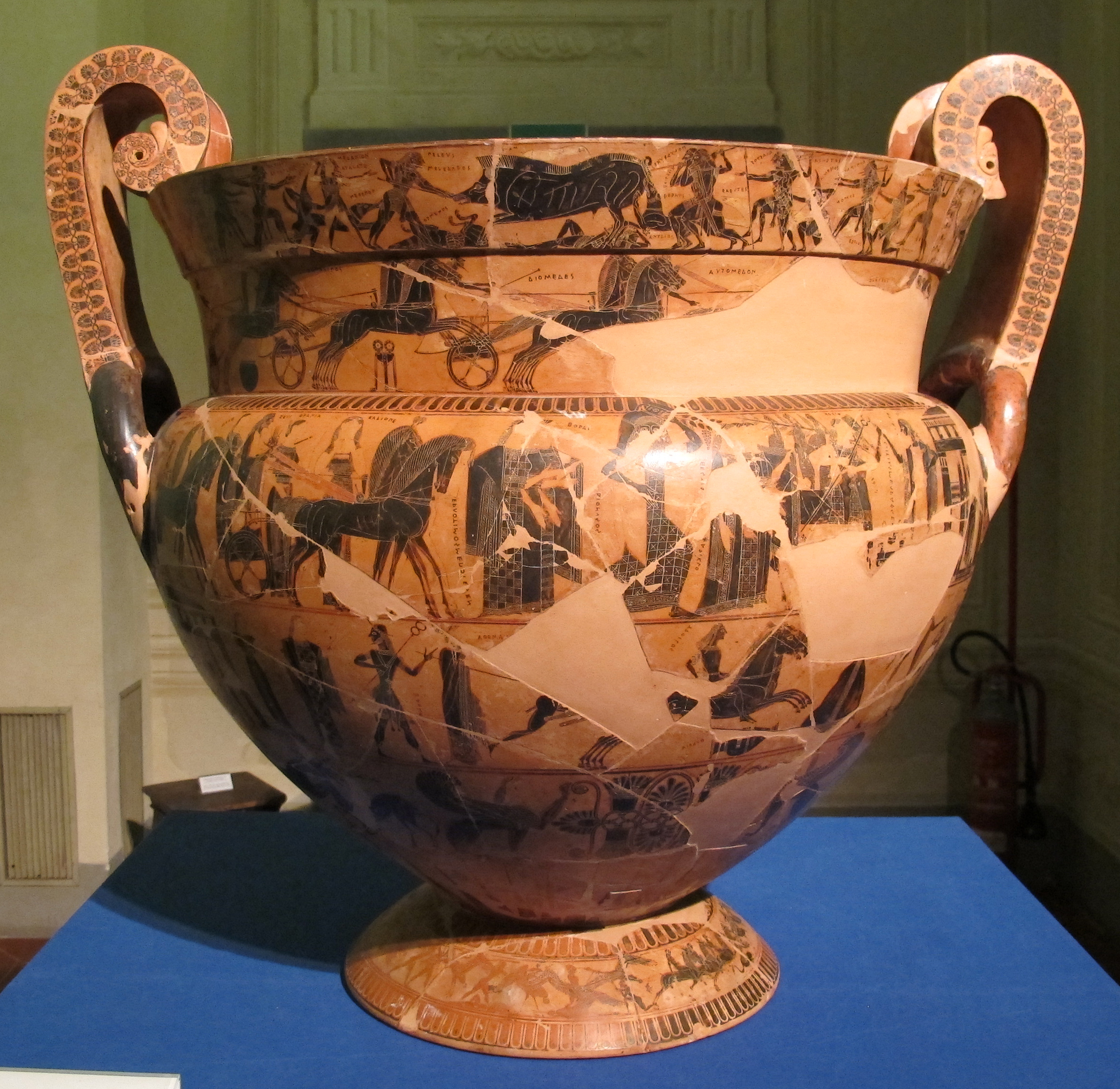
Vase François, v. 570. Cratère à volutes signé par Kleitas et Ergotimos. H. 66 cm. MNArch Florence
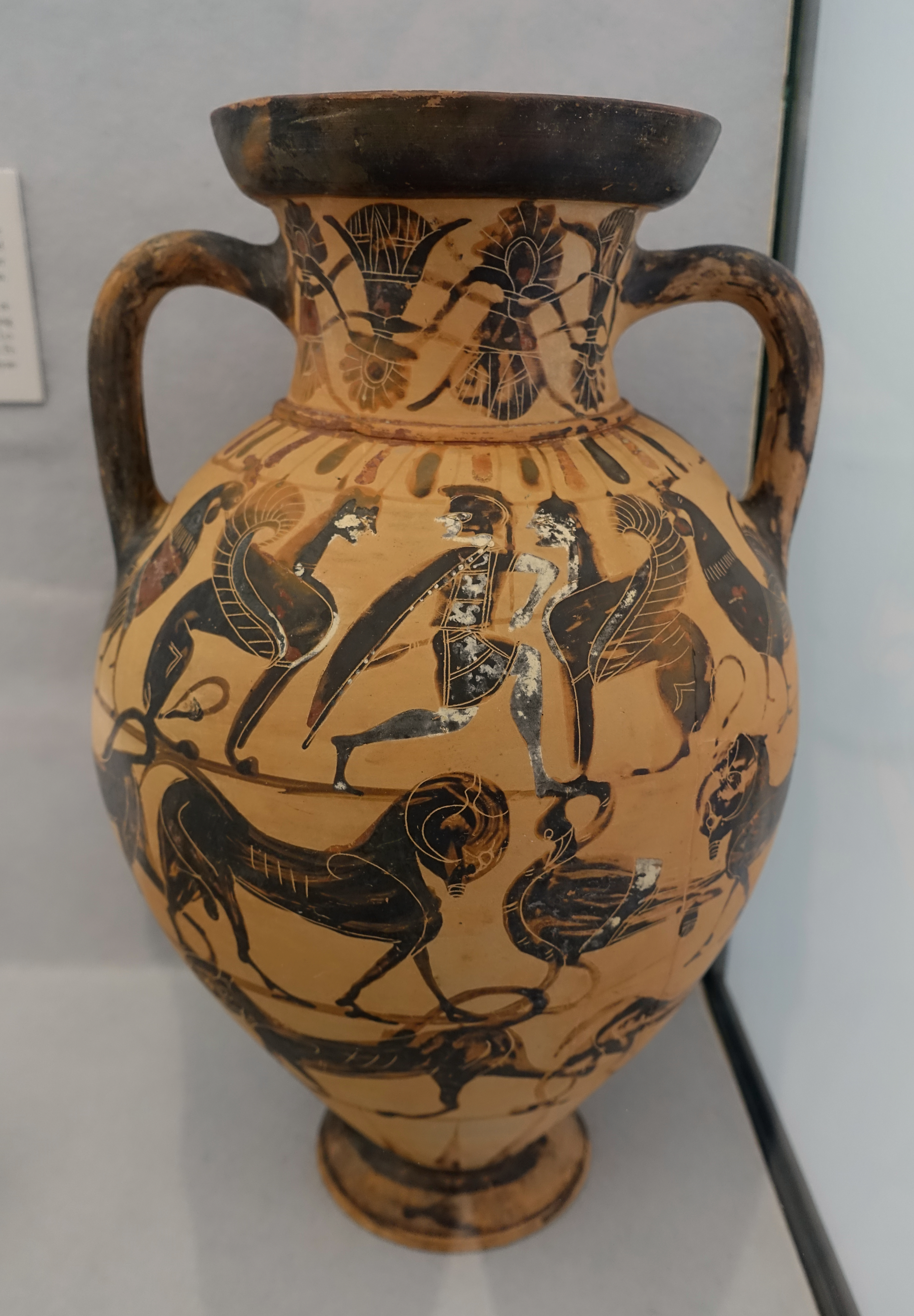
Amphore tyrrhénienne, v. 570. Peintre de Goltyr. Amazone et sphinx. H. 39 cm. Martin von Wagner Museum, Würzburg
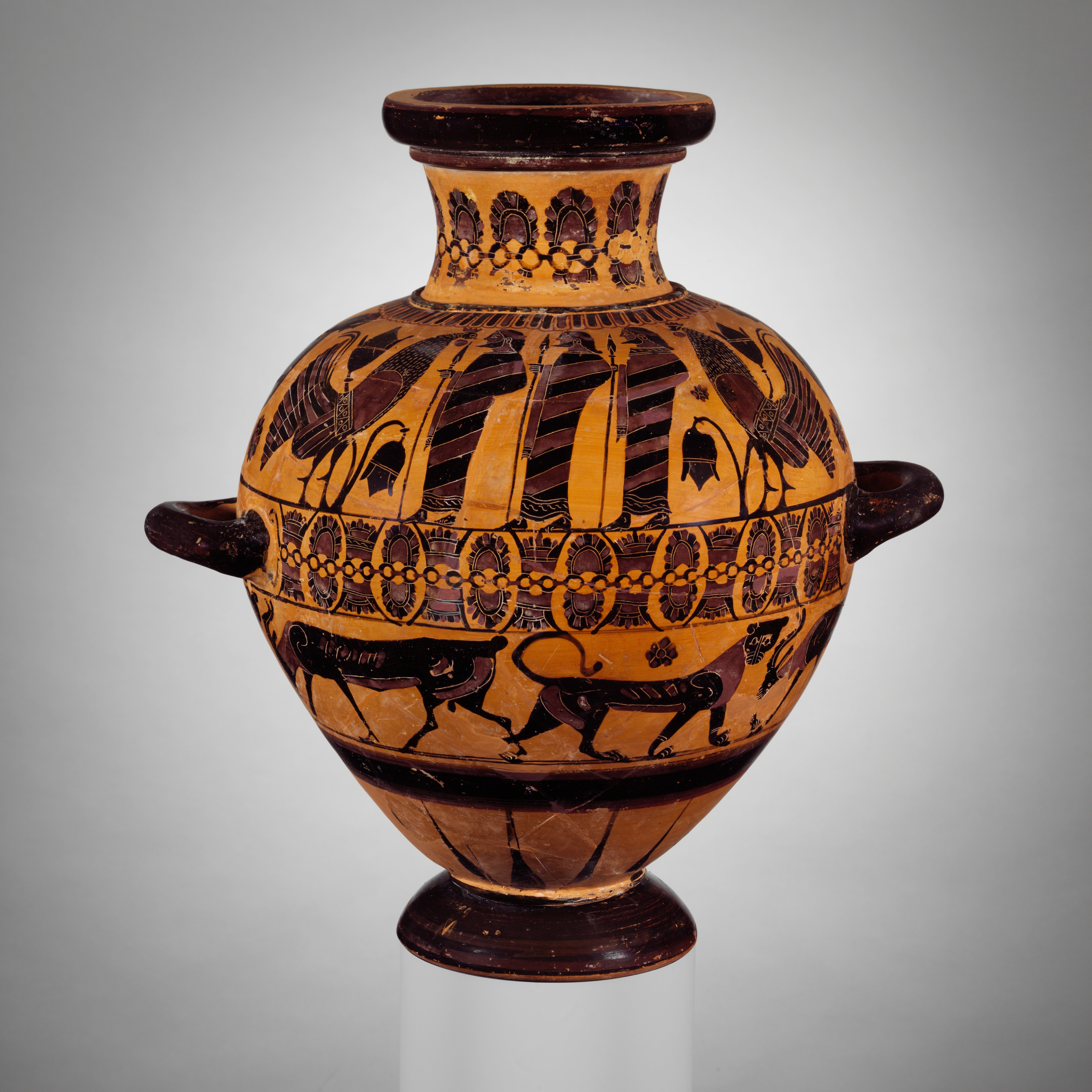
Hydrie[14], v. 560. Peintre de Ptoon. H. 40,8 cm. The Met

L'initiative de la technique des figures noires a été prise, au VIIIe siècle, à l'époque orientalisante, par Corinthe où les surfaces noires des figures peintes sont reprises, redessinées par les traits incisés du style protocorinthien. Ces vases au succès manifeste jusqu'à Athènes reformulent des compositions héritées de la fin de l'époque géométrique, au VIIIe siècle, avec des frises d'animaux - parfaitement développées en Grèce de l'Est - et des compositions en registres superposés.
Lorsqu'Athènes adopte cette technique de peinture à figures noires, avec le peintre de Nessos, elle adopte aussi les motifs d'animaux disposés en frise, comme sur la lèvre de son amphore, où se promène toute une cohorte de petits canards, mais aussi avec l'exemple du dinos du Peintre de la Gorgone, au Louvre, et ses registres de frises animalières superposées. Tous deux reprennent aussi les motifs décoratifs venus du Moyen-Orient au siècle précédent et complètement intégrés, avec le temps, au vocabulaire décoratif grec. Toutes les surfaces restent très densément peuplées sur le vase François : un prodigieux album d'illustrations mythologiques sur pas moins de cinq registres. Et c'est d'abord ce qui frappe lorsque l'on fait la comparaison avec la période suivante, l'espace y est alors plus aéré, les formes décoratives repoussées sur les articulations des volumes, les surfaces réservées au beau noir brillant plus étendues.
L'intégration de l'héritage corinthien et de la Grèce de l'Est par l'habileté des peintres attiques leur offre tout un marché méditerranéen d'où ils avaient été exclus au VIIe siècle. Le vase François, par exemple, a été découvert à Chiusi, en Étrurie.

### Milieu et fin du siècle

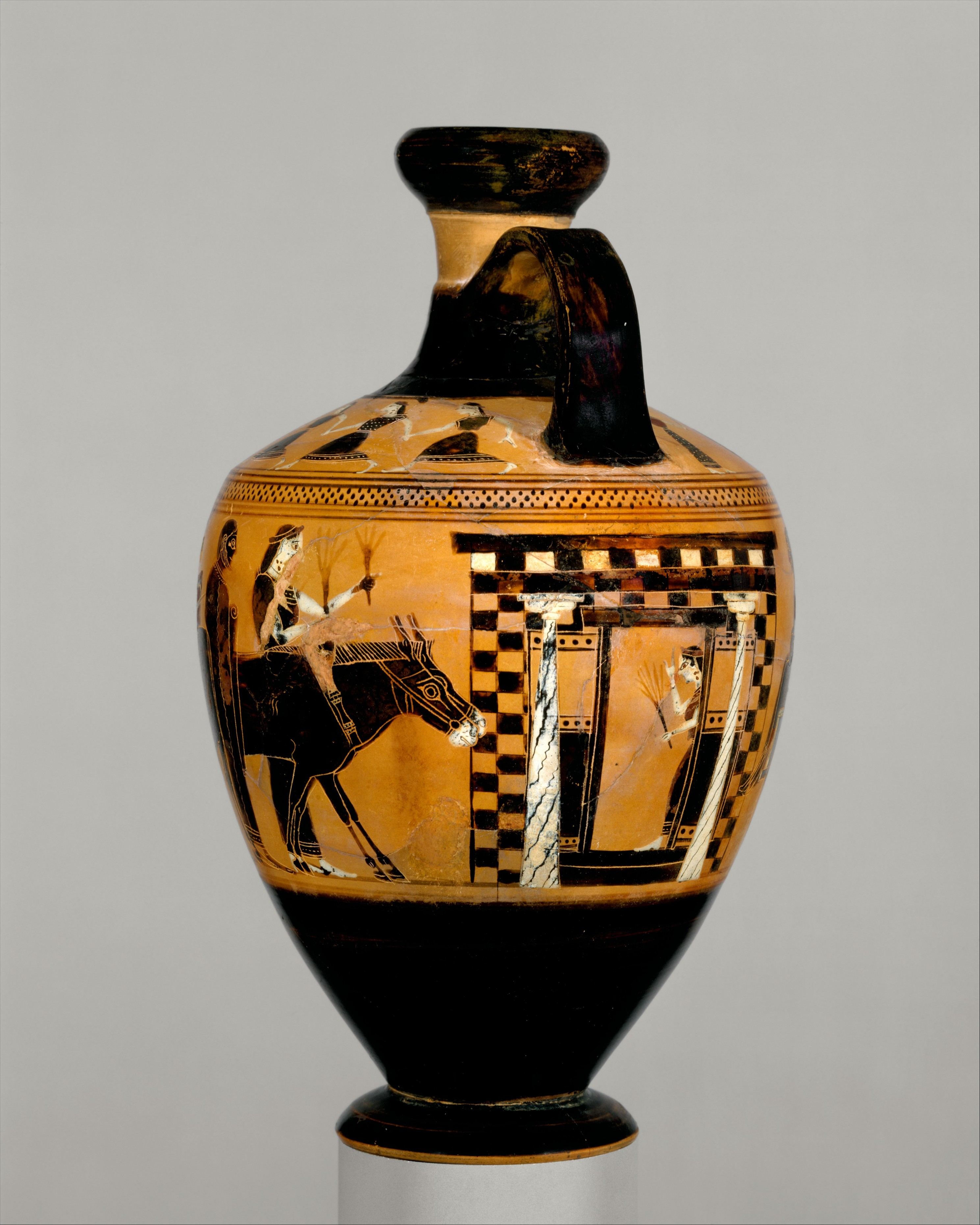
Mariage. Arrivée du cortège à la maison du marié. Lécythe. H. 17 cm. Peintre d'Amasis, v. 550. The Met
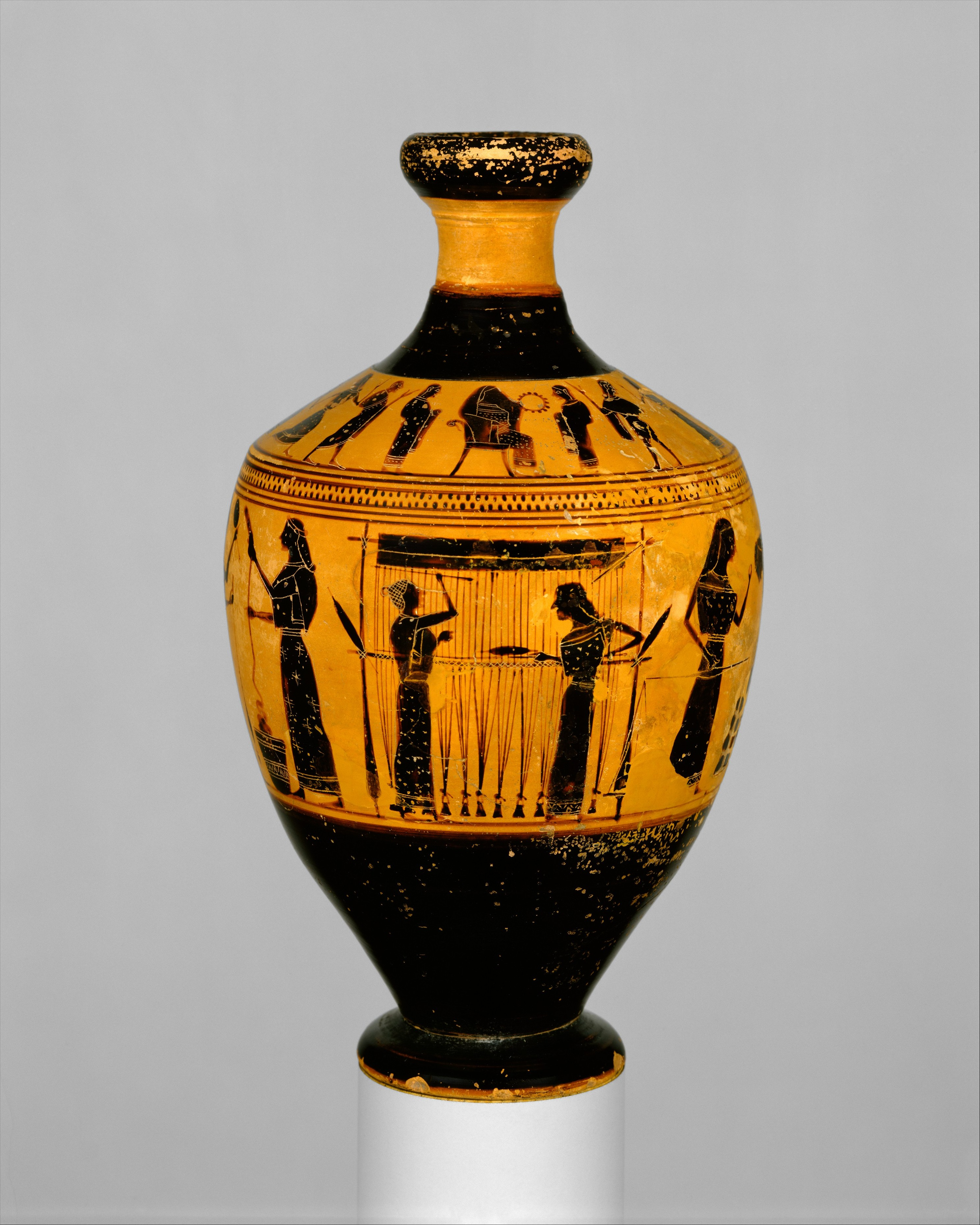
Femmes au travail/ métier à tisser vertical. Peintre d'Amasis. Lécythe, v. 550-530. The Met
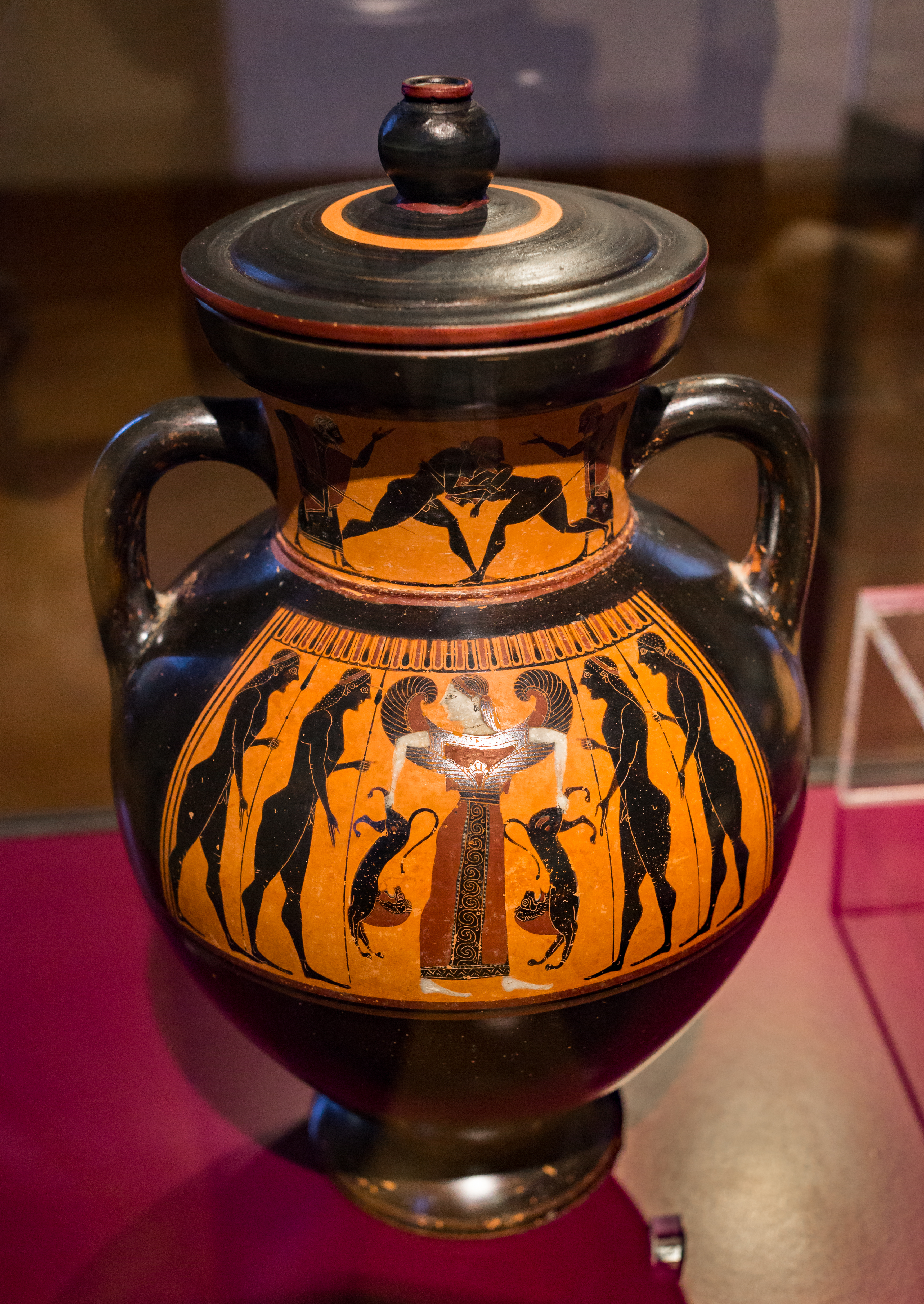
Artémis aux lions entre des jeunes hommes. Peintre d'Amasis (v. 560-525). Amphore attique groupe B. 550-530. Bâle
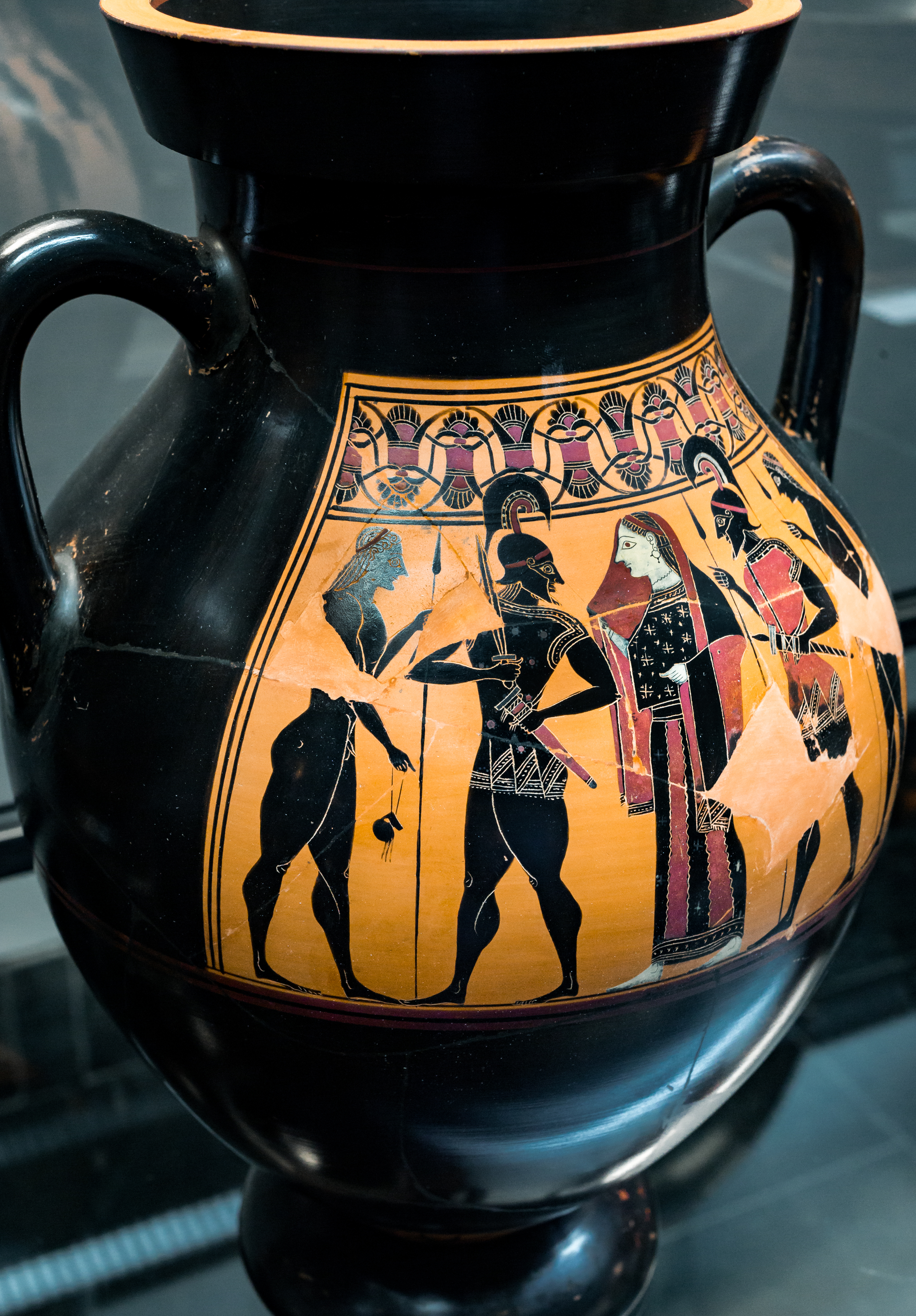
Ménélas reprend sa femme, Hélène. Amphore à panse du peintre d'Amasis. Munich
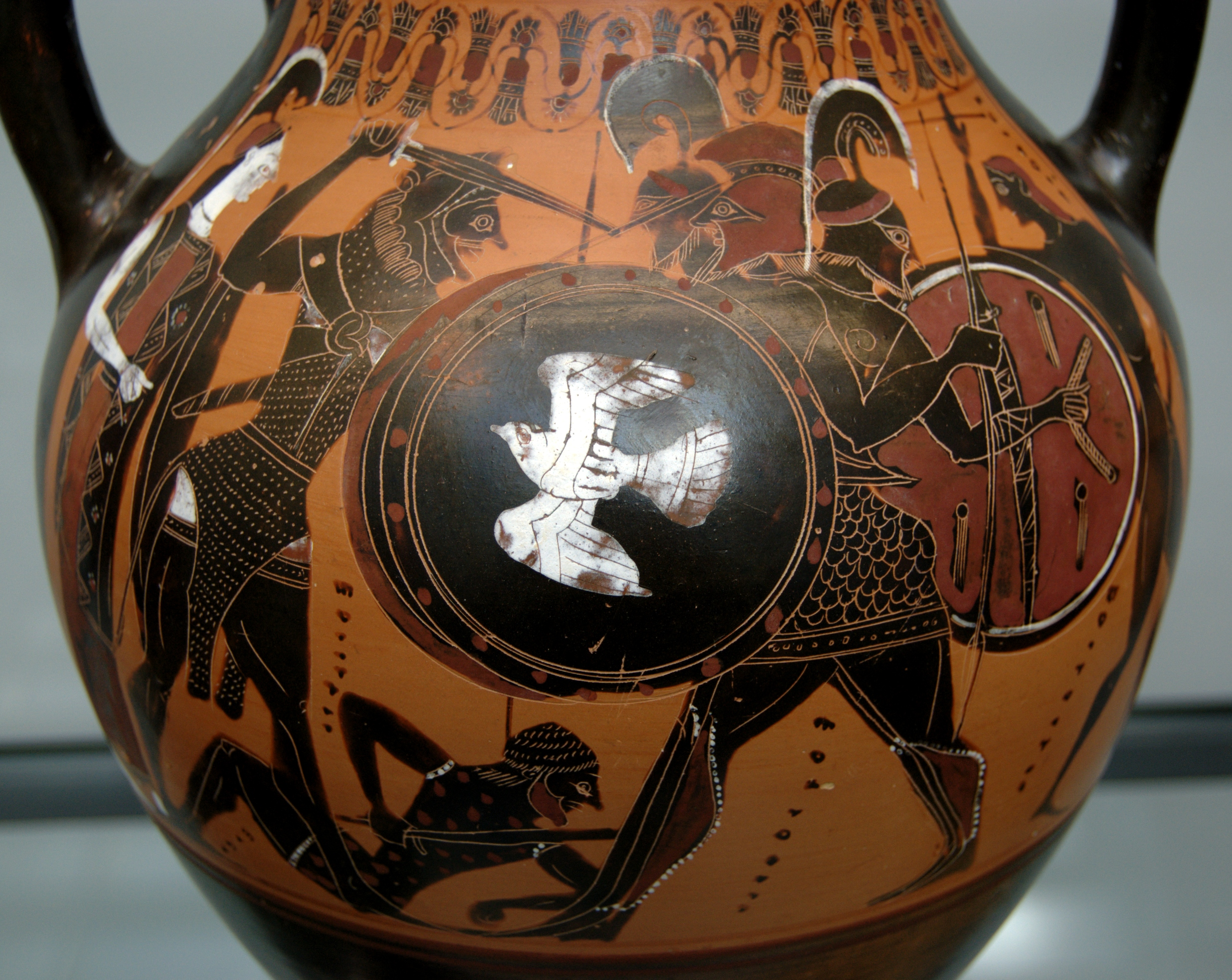
Héraclès et Géryon. Amphore attique à figures noires, v. 540 Peintre de Munich 1379 Vase éponyme. Staatliche Antikensammlungen, Munich
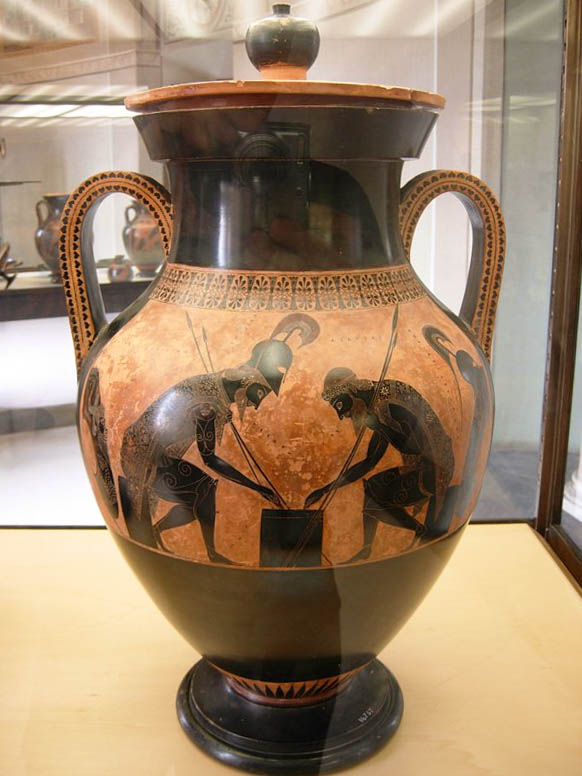
Une amphore d'Exékias. Face A : Achille et Ajax jouant aux dés. 540-530. Musée du Vatican
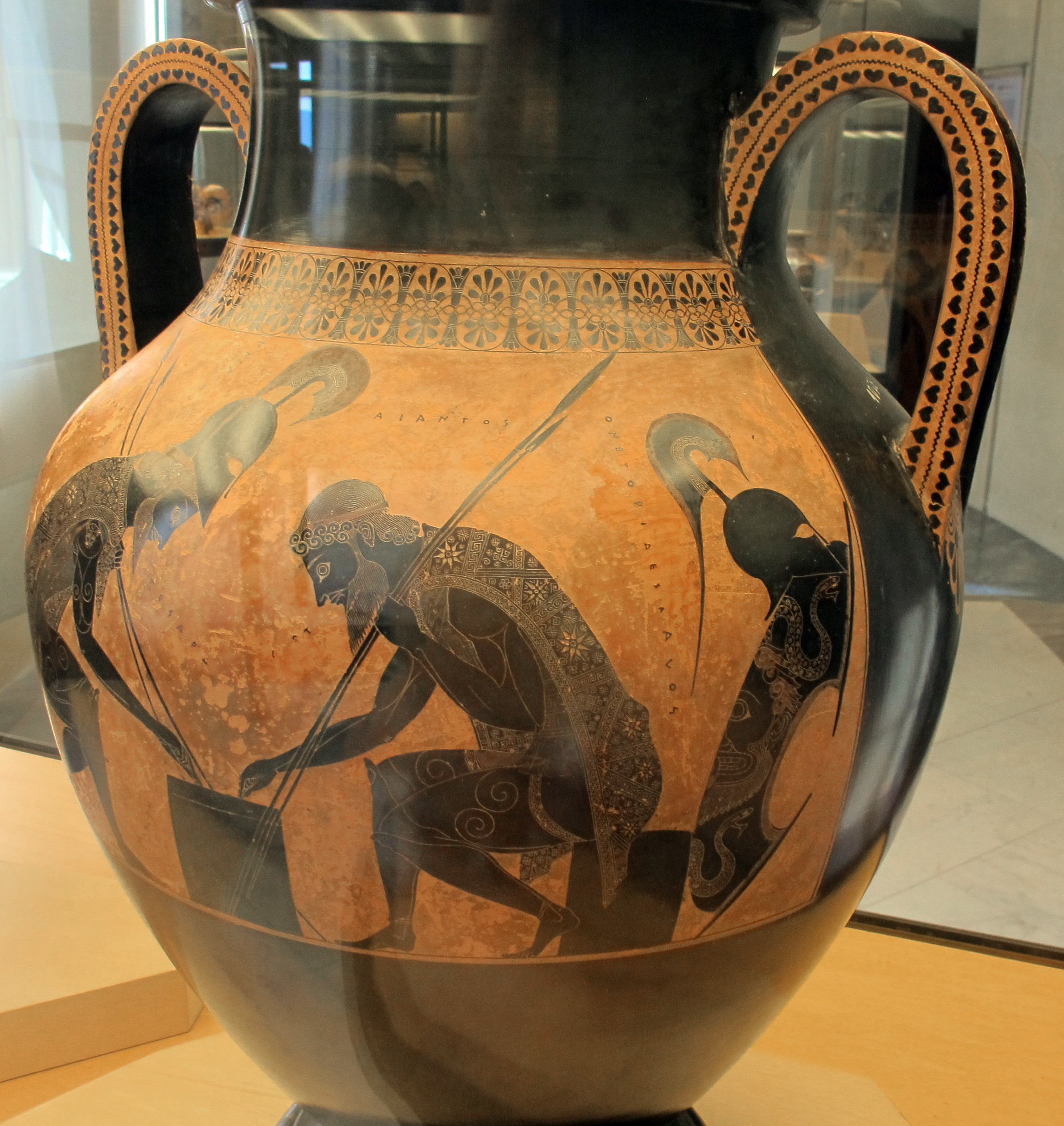
Une amphore d'Exékias. Face A : Achille et Ajax jouant aux dés. 540-530. Découvert à Vulci. Musée du Vatican
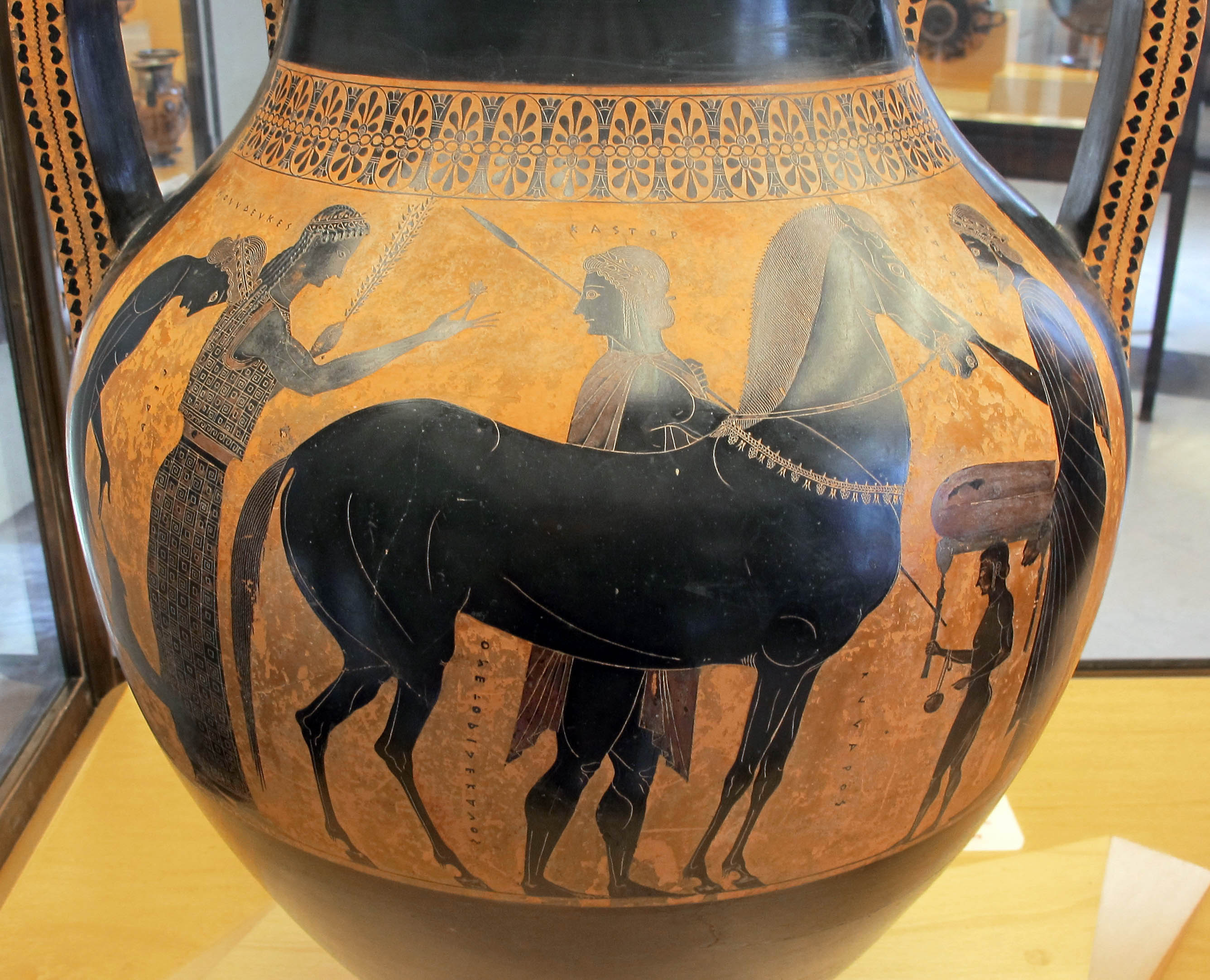
Une amphore d'Exékias. Face B : Léda et Tyndare accueillent le retour de Castor et Pollux. 540-530. Musée du Vatican
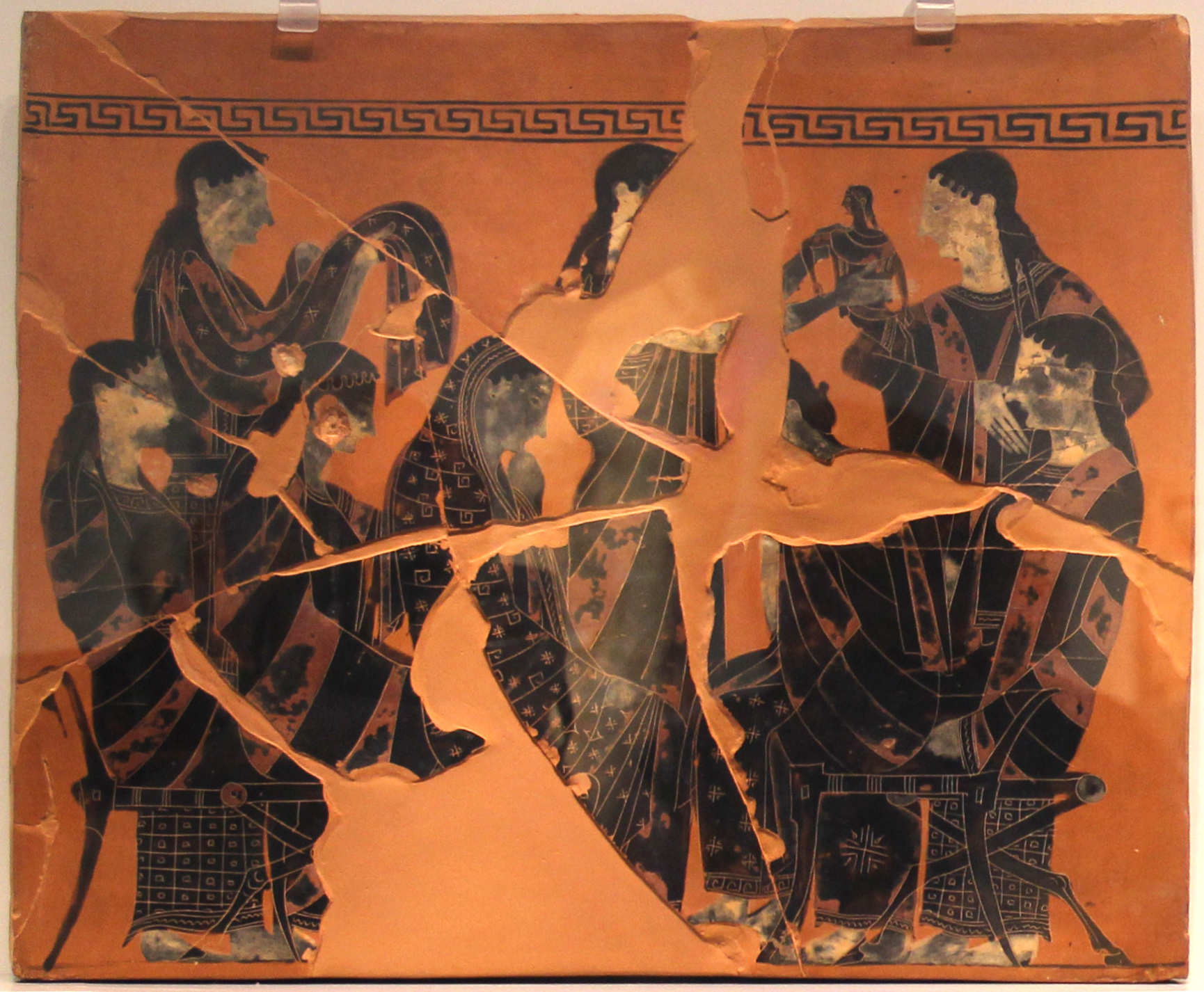
Plaque d'un monument funéraire attique, v. 530. Attr. à Exékias. 37x43 cm. Altes museum, Berlin
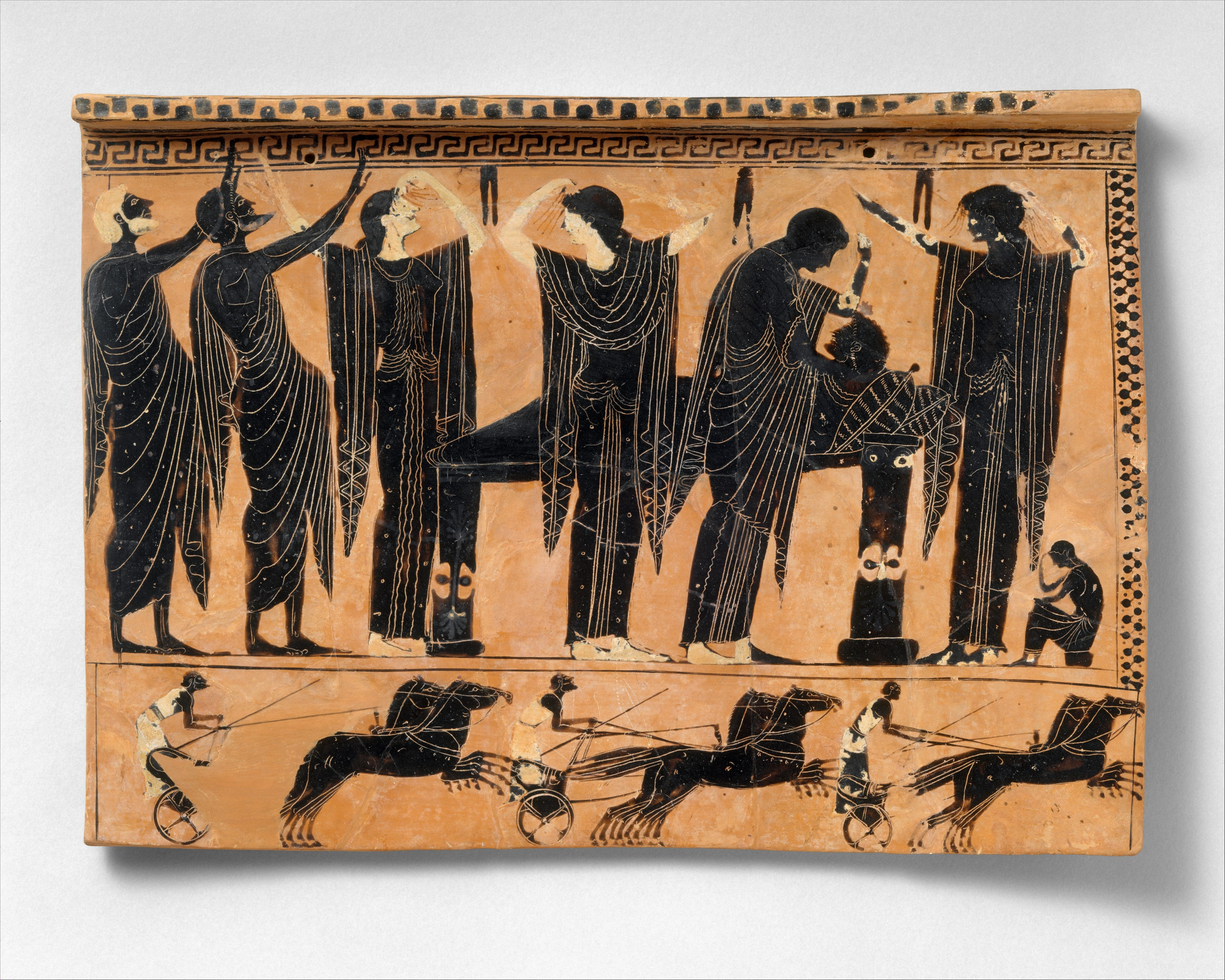
Plaque d'un monument funéraire attique, v. 520-510. 26 x 36,2 cm. The Met

Le peintre d'Amasis dirige l'atelier pour le potier Amasis, l'un des principaux ateliers du quartier des potiers à Athènes, le Céramique. Avec Exékias, il domine la production à figures noires au milieu et à la fin du siècle. Son fils, Kléophradès, aura aussi avec un talent exceptionnel mais dans la céramique à figures rouges. Chaque composition est claire, jamais surchargée. Sa forme de petit vase préférée, le lécythe à épaule, est représentée à New York par une paire avec des scènes de vie quotidienne. Sur le premier ce sont les étapes de la production du tissu par les femmes, sur le second l'arrivée d'un cortège nuptial à la maison du marié, probablement à la campagne. Ces deux vases ont peut-être été un cadeau offert à une mariée. Dans les textes homériques - donc composés à la fin de l'époque géométrique, mais mis par écrit sous Pisistrate, au VIe siècle AEC - l'âge de mariage conseillé pour un homme de l'aristocratie est 30 ans, pour les filles c'est 19 ans.
Exékias est unanimement célébré, autant pour la perfection de ses poteries que pour précision des décors incisés et peints, leur étendue et leur place, ainsi qu'une attentive subtilité à ses figures dans leurs formes et leurs attitudes expressives. Il signe d'ailleurs, parfois, comme potier et comme peintre. C'est ainsi qu'il signe l'amphore où Achille et Ajax - qui a déposé son casque derrière lui alors qu'Achille, d'un tout autre caractère, l'a conservé - jouent aux dés dans une concentration qui leur fait oublier le tumulte de la bataille. « Par la solennité des situations qu'il décrit, par la dignité des poses et par la profondeur morale qu'il sait donner à ses personnages, Exékias préfigure la majesté des tragédies d'Eschyle ».

## Dernière vague, en Attique, 500-480 et au-delà

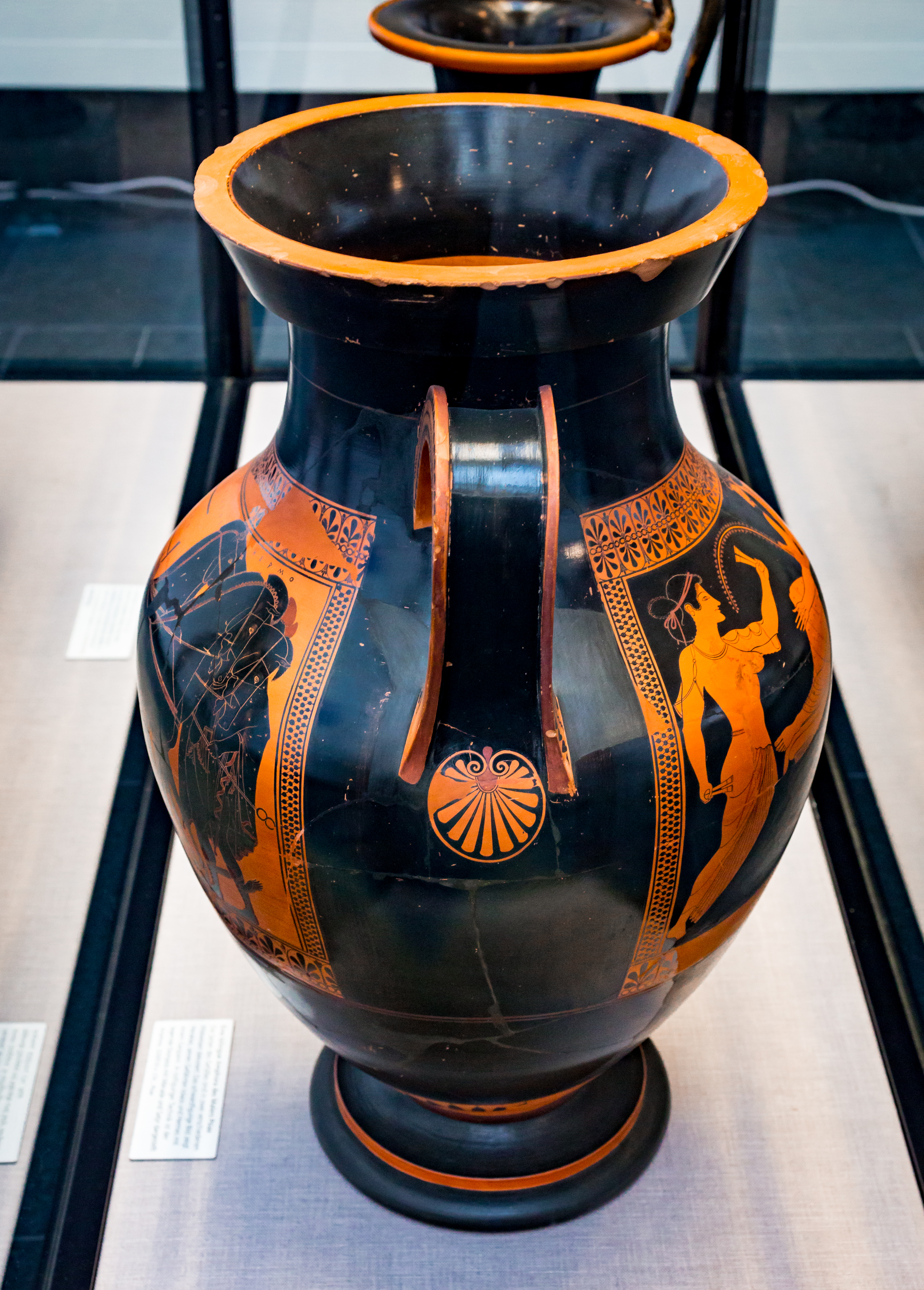
Amphore bilingue type A; Peintre : Psiax. 520-510. Fig. noires: Héraklès et Iolaos sur un quadrige. Fig. rouges: Une ménade face à Dionysos allongé. Munich
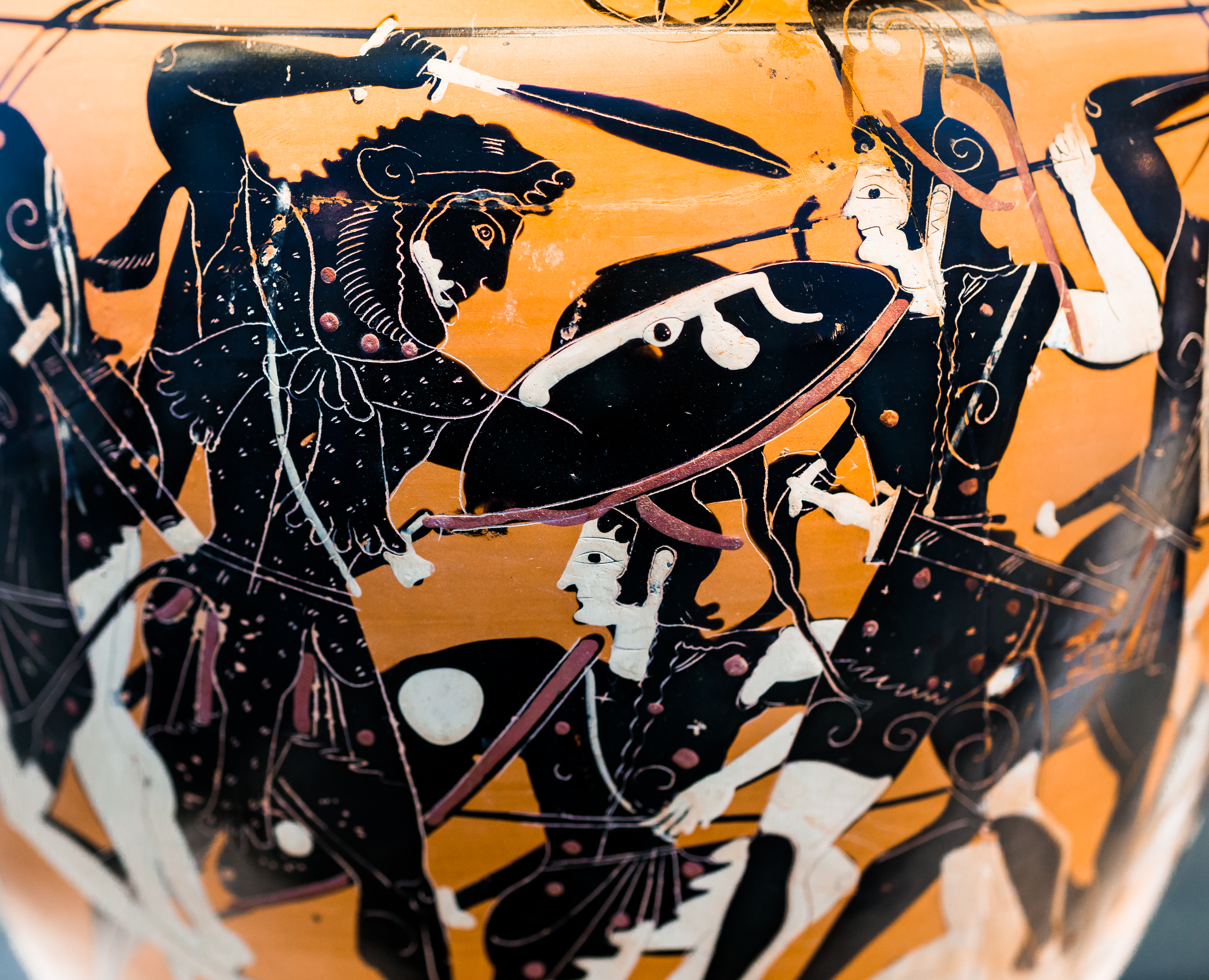
Hydrie. Groupe Léagros. Héraklès et les Amazones. 510-500. Munich
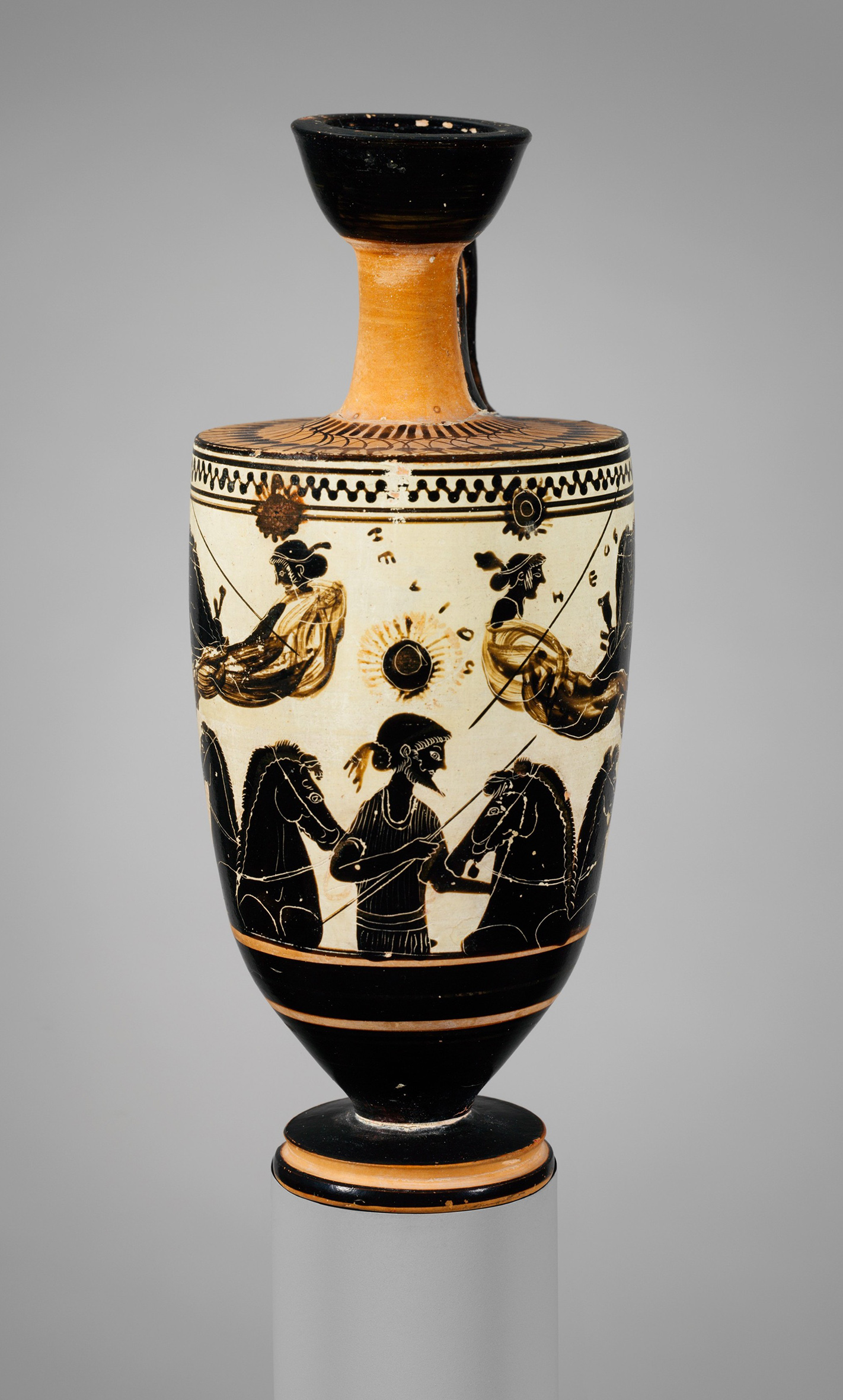
Lécythe à fig. noires, H. 17.3 cm. Peintre de Sapho. Hélios se lève dans son quadrige; au-dessus, Nyx s'éloigne v. la g., Eos v. la dr. Vers 500. The Met
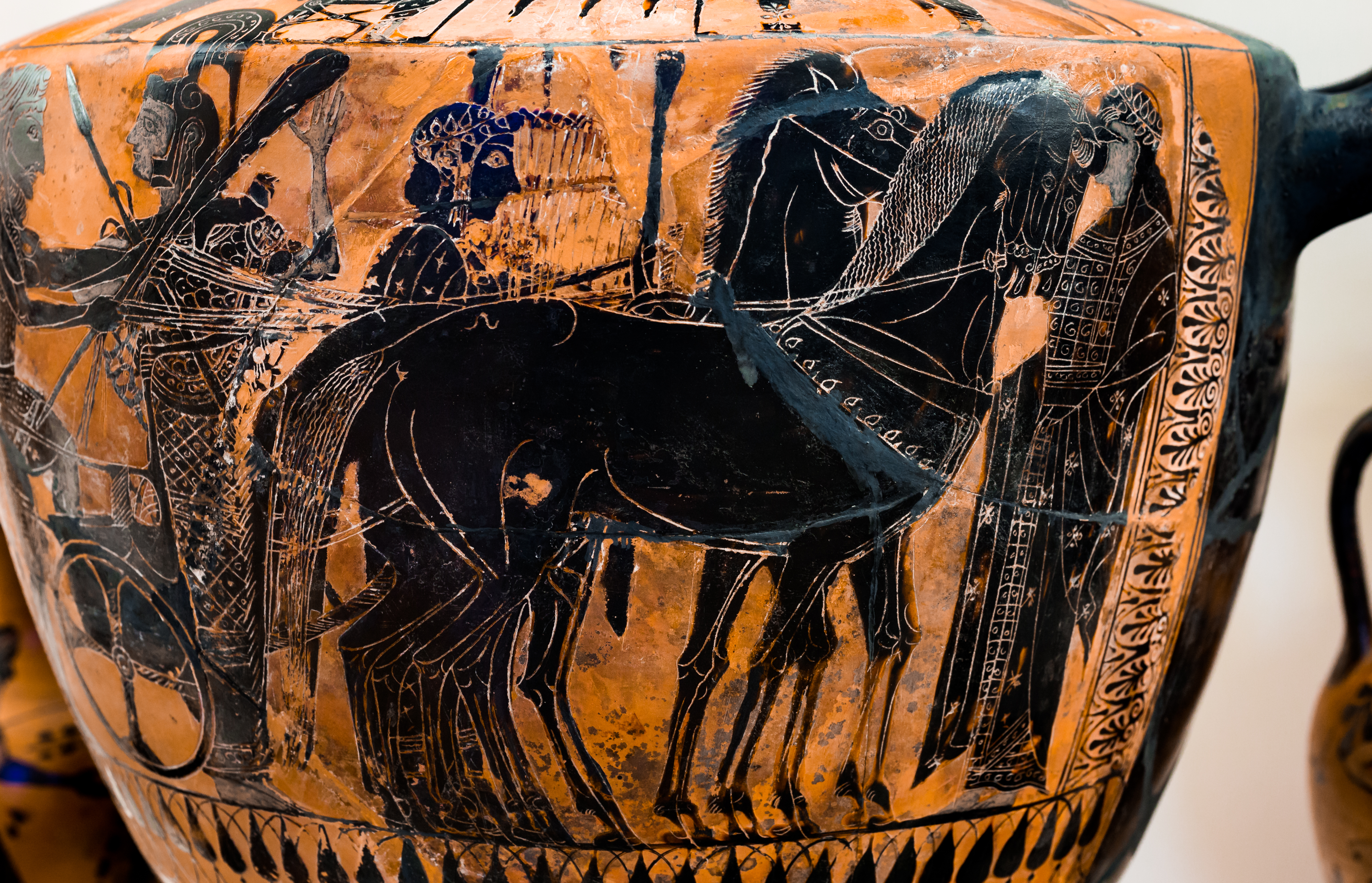
Hydrie. Peintre d'Édimburg. Héraklès en chariot, Athéna, Apollon /cithare, déesse v. 500. Rome, MNEVG
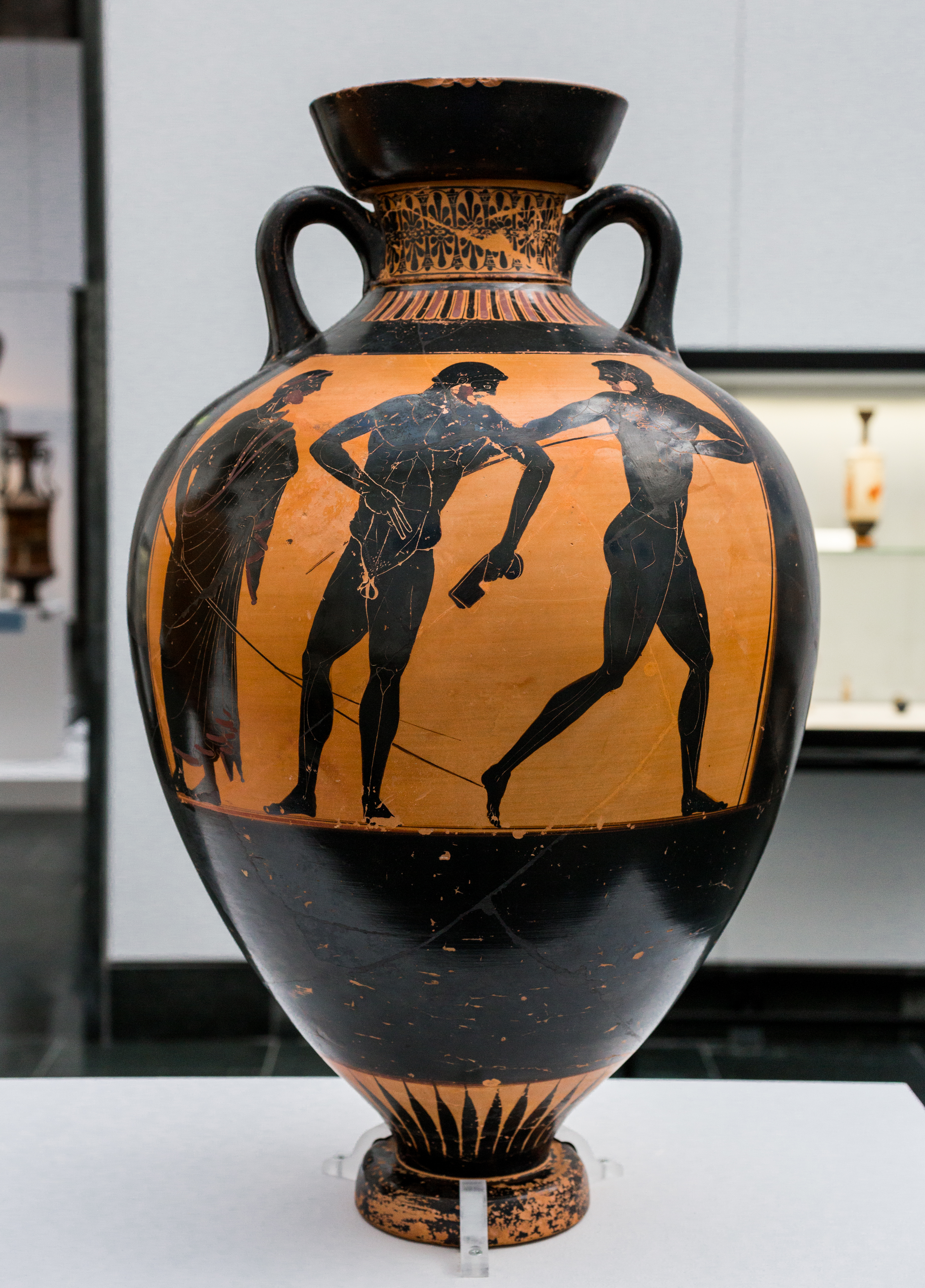
Amphore panathénaïque. Peintre de Kléophradès. Entraîneur avec interrupteur, saut en longueur et lancer de javelot. v. 480. Munich
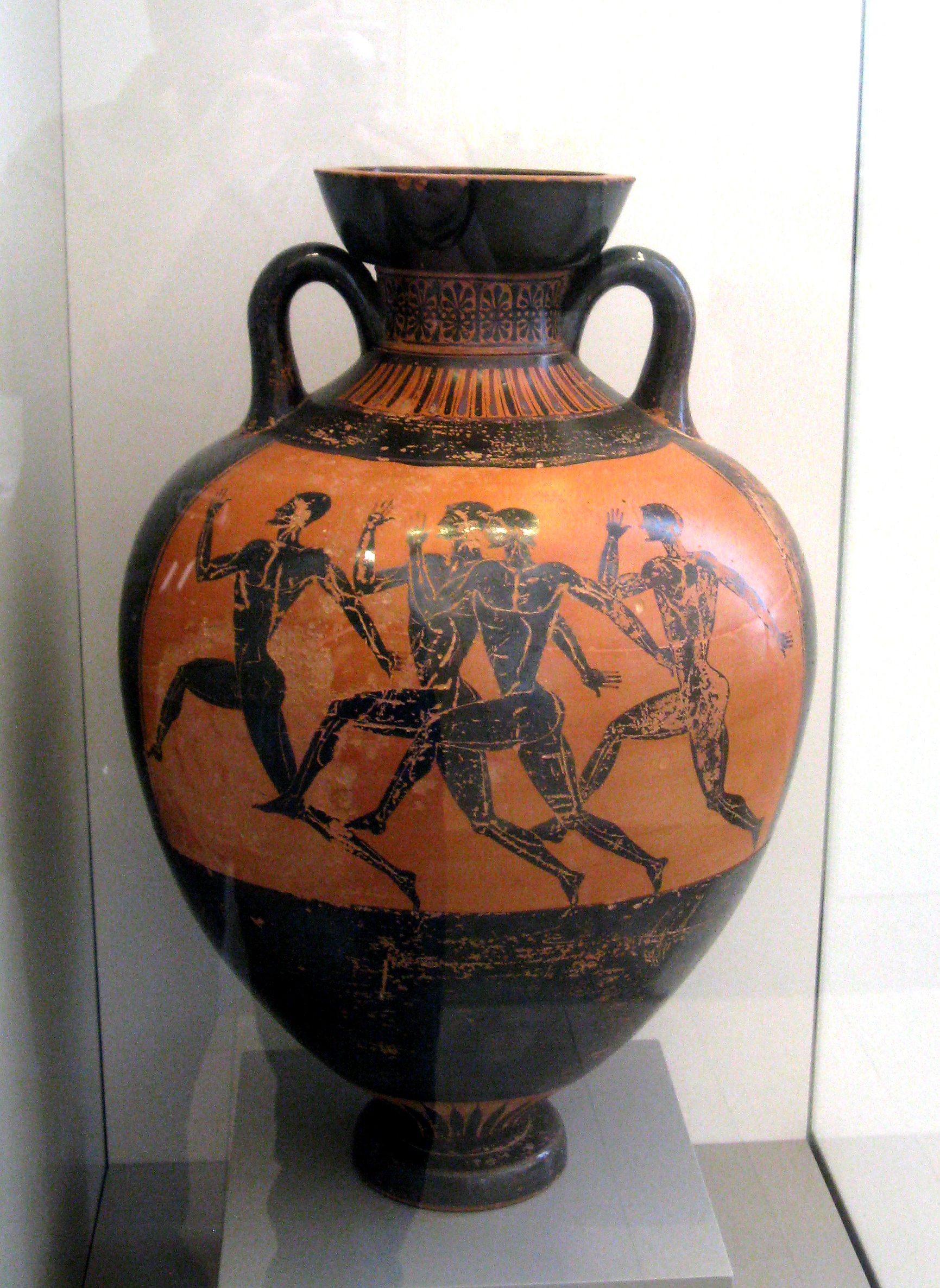
Course. Amphore panathénaïque  (trophée). Peintre de Berlin (v. 480 ?). Altes Museum, Berlin
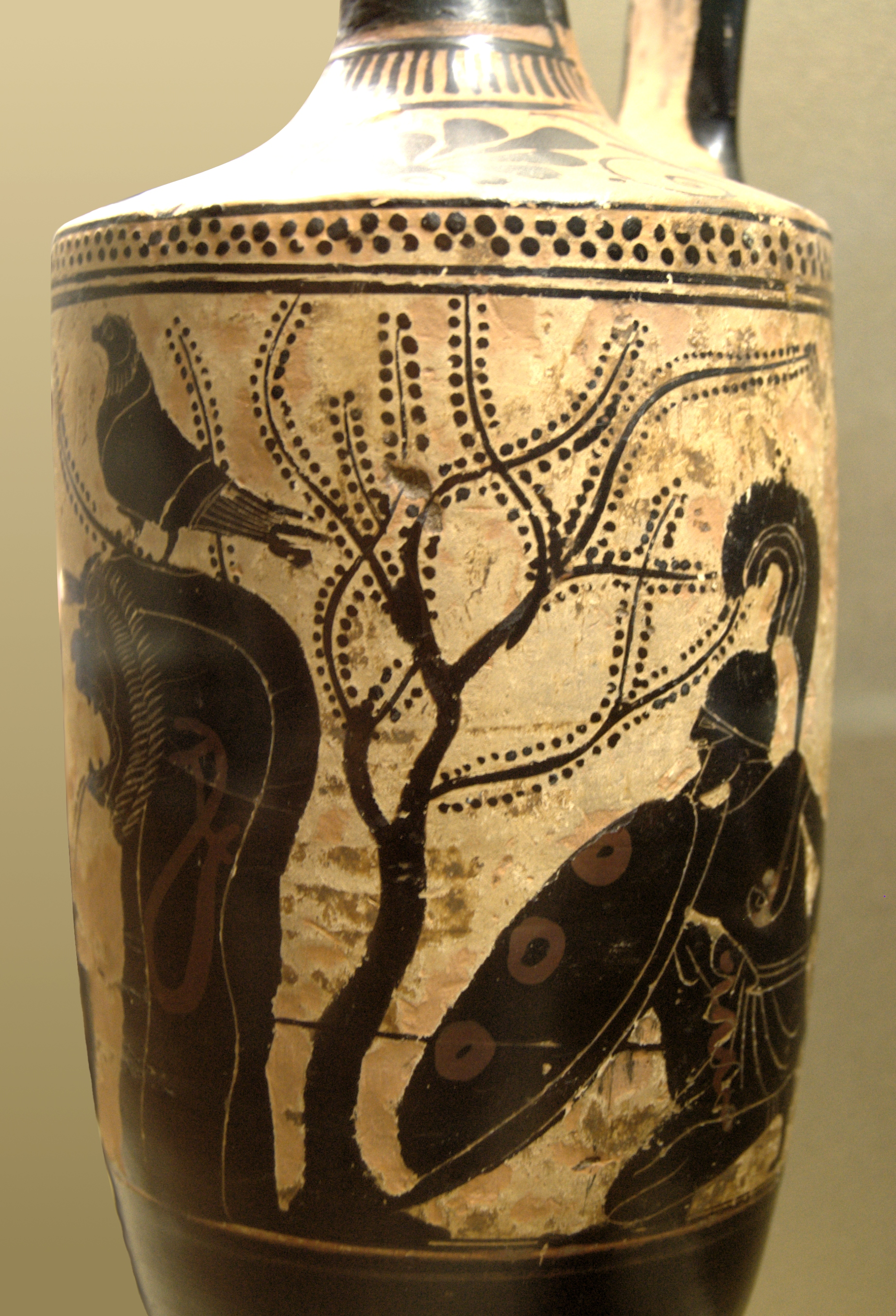
Lécythe. Peintre d'Athéna. Achille guette Polyxène près de la fontaine. v. 480. Louvre
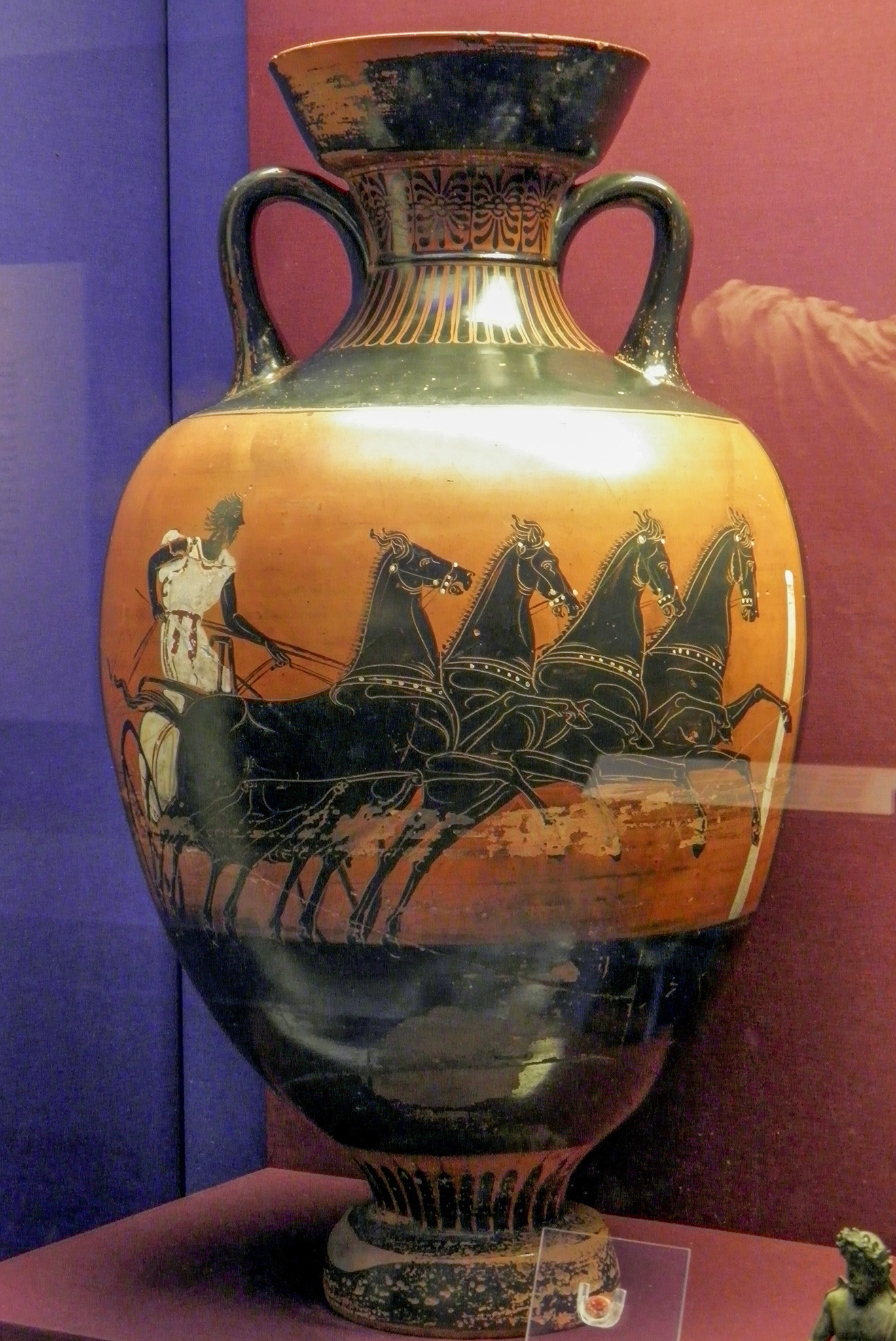
Amphore panathénaïque. Course de chars, v. 410-400. British Museum

À la fin du Ve siècle la majeure partie des peintres reconnus s'est mise à pratiquer la nouvelle technique des figures rouges. Cependant quelques occasions subsistent pour continuer à réaliser des vases à figures noires. Des coupes à yeux ont des figures noires à l'intérieur des figures rouges à l'extérieur. Quant aux amphores panathénaïques, qui sont des trophées très bien payés, certains parmi les meilleurs peintres réalisent ce type de céramique bilingue, chaque face étant traitée différemment. Le Louvre conserve ainsi une amphore bilingue, qui, en plus a été réalisée à deux mains. Elle est datée 515-510, avec Dionysos en figures noires par le peintre Lissipidès, et sur l'autre face, Héraklès et Cerbère en figures rouges par le peintre Andokidès. 
Les amphores panathénaïques seront encore réalisées, pour partie, suivant la tradition des vases à figures noires, devenue désuète, jusqu'aux IIIe et IIe siècles. 
Durant les cinquante premières années qui suivent l'invention des figures rouges, celles-ci restent des produits de luxe, tandis que les vases à figures noires conservent la plus grande partie du commerce, à des prix moyens ou modestes.
Les vases du Groupe Léagros construisent avec force des scènes bien plus complexes que ce qui se faisait avec Exékias ou le peintre d'Amasis. Mais la qualité reste celle des grands peintres de leur période, ainsi les corps bien qu'ils se chevauchent souvent restent bien distincts par un jeu d'incisions nettes. Les détails anatomiques renforcent cette clarté, alors que les peintres contemporains à figures rouges les multiplient trop.
Avec les recherches du peintre d'Édimbourg, la complexité des solutions est le signe d'un environnement qui bouillonne d'idées. Il est connu pour avoir recouvert le fond traditionnel en terre cuite nue par une couche épaisse de blanc, ce qui amenait à laisser le corps féminin en noir, alors qu'il était habituellement en blanc. Les lécythes de cette époque, comme toujours sur fond blanc, font rarement l'objet d'un travail inventif, et pourtant le peintre de Sappho se permet de diluer sa peinture noire et avec un geste souple, évoquer ainsi comme un mouvement, dans les variations de la lumière du jour, avec les dieux Helios, Nyx et Eos.